# Takalik Abaj

Takalik Abaj e altri siti del periodo formativo.

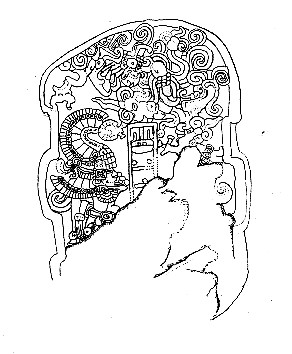
Disegno della Stele 2 di Tak'alik A'baj.

Takalik Abaj (conosciuto anche come Abaj Takalik) è un sito archeologico di epoca maya, che mostra anche caratteristiche tipiche della civiltà degli Olmechi. Il sito fiorì durante l'età pre-classica, dal 900 a.C. all'800. Era un centro importante e uno snodo commerciale, ubicato lungo un'antica via commerciale olmeca ed era strettamente correlato a Kaminaljuyú e Chocolá.
Il sito si trova vicino ad El Asintal, nel dipartimento di Retalhuleu del Guatemala, a 190 km di distanza da Città del Guatemala. Il nome del sito significa: "Pietre Erette", nella lingua locale K'ichè Maya; il nome antico è sconosciuto.
Il nucleo del sito copre circa 6,5 km quadrati, dove vi sono 82 strutture monumentali sparse in una dozzina di piazze. Vi sono anche 2 campi adibiti al gioco della palla centroamericano e oltre 282 monumenti in pietra, stele, e altari. Il materiale usato per costruirli è composto da pietre granitiche, diverse dalle pietre calcaree usate nelle varie città del dipartimento di Petén, in stile olmeco e maya arcaico.. Il sito è conosciuto per il suo sistema di drenaggio idraulico, che fa uso di un temazcal, e per le sue tombe risalenti al periodo pre-classico scoperte da alcuni dottori dell'Università Del Valle del Guatemala.

## Etimologia
Il nome del sito significa "pietra eretta" nella lingua locale K'iche' Maya, dalle parole tak'alik ("eretto, in piedi") e abäj ("pietra, roccia"). Tak'alik A'baj venne chiamato Abaj Takalik dall'archeologa americana Susanna Miles, usando l'ordine grammaticale della lingua spagnola. Questo è grammaticalmente scorretto nella lingua K'iche'; il governo del Guatemala ha corretto il nome in Tak'alik A'baj'. Il nome antico del sito è sconosciuto.

## Luogo
Il sito si trova nella regione sud-occidentale del Guatemala, a circa 45 km (28 miglia) dal confine con il Messico e 40 km (25 miglia) dall'oceano pacifico.
Takalik Abaj si trova a nord della municipalità di El Asintal, nella zona settentrionale estrema del dipartimento di Retalhuleu, a 120 km dalla città del Guatemala. Il sito si trova tra cinque piantagioni di caffè ai piedi della Sierra Madre; nello specifico le piantagioni sono Santa Margarita, San Isidro Piedra Parada, Buenos Aires, San Elías e Dolores.
Takalik Abaj si trova a un'altitudine di 600 metri sopra il livello del mare, in una regione ecologica classificata come foresta umida subtropicale. La temperatura varia tra i 21 e i 25 °C. La zona riceve una precipitazione annuale tra i 2136 e i 4372 mm, con una media di 3284 mm. La vegetazione della zona è composta da Pascua de Montaña (Pogonopus spesiosus), Chichique (Aspidosperma megalocarpum), Tepecaulote (Leuhea speciosa), Caulote (Guazuma ulminofolia), Hormigo (Platymiscium dimorphandrum), Cedro messicano (Cedrela odorata), Brosimum alicastrum, tamarindo e Papaturria (Coccoloba montana).
Una strada, chiamata 6W, passa attraverso il sito partendo dalla città di Retalhuleu e arrivando a Colomba Costa Cuca nel dipartimento di Quetzaltenango.
Takalik Abaj si trova a circa 100 km dal sito di Monte Alto, 130 km da Kaminaljuyu e 60 km da Izapa.

## Etnia
La popolazione del periodo Preclassico Medio probabilmente parlava una lingua della famiglia Mixe-Zoque, associata agli Olmechi. Dopo che i Maya si stanziarono nel sito nel periodo Tardo Preclassico, la città iniziò a parlare una lingua maya, tuttavia non si sa ancora quale nello specifico. Alcuni indizi riportati dai racconti indigeni indicano che gli abitanti potessero essere Yoc Cancheb, un gruppo della gente Mam.

## Economia e commercio
Takalik Abaj fu uno di una serie di siti sulla costa pacifica che furono centri di elevata importanza commerciale, politica e cerimoniale. La risorsa maggiore prodotta era il cacao, e quando i conquistadores spagnoli arrivarono presso la città essa era ancora un centro importante di produzione di quel bene.
L'ossidiana ritrovata a Takalik Abaj proviene in gran parte da El Chayal e San Martín Jilotepeque. Altre fonti di ossidiana furono Tajumulco, Ixtepeque e Pachuca. La proporzione di ossidiana raccolta cambiò nel tempo:
| Periodo                | Data                | Numero di oggetti | Percentuale da El Chayal | Percentuale da San Martín Jilotepeque | Percentuale da Pachuca |
| ---------------------- | ------------------- | ----------------- | ------------------------ | ------------------------------------- | ---------------------- |
| Inizio del Preclassico | 1000–800 a.C.       | 151               | 33.7                     | 52.3                                  | –                      |
| Medio Preclassico      | 800–400 a.C.        | 880               | 48.6                     | 39                                    | –                      |
| Tardo Preclassico      | 300 a.C. – 250 d.C. | 1848              | 54.3                     | 32.5                                  | –                      |
| Inizio del Classico    | 250 d.C. – 600 d.C. | 163               | 50.9                     | 35.5                                  | –                      |
| Tardo Classico         | 600 d.C.– 900 d.C.  | 419               | 41.7                     | 45.1                                  | 1.19                   |
| Postclassico           | 900 d.C.–1524 d.C.  | 605               | 39.3                     | 43.4                                  | 4.2                    |

## Storia
Anche se Takalik Abaj venne occupato all'inizio del Preclassico, la produzione architettonica iniziò a vedersi solo nel Preclassico. Il sito ha una lunga storia riguardo al popolamento della zona, che avvenne dal Preclassico Medio fino al Postclassico. In questo periodo ci fu una produzione di ceramiche in stile ocosito, che continuò a fiorire fino al Tardo Classico, quando si mischiò allo stile dei K'iche', il quale in seguito prese il posto dello stile originario.
| Periodo | Divisione             | Divisione             | Data                | Descrizione              |
| --- | --------------------- | --------------------- | ------------------- | ------------------------ |
| Preclassico | Preclassico Iniziale  | Preclassico Iniziale  | 1000–800 a.C.       | Popolazione mista        |
| Preclassico | Preclassico Medio     | Preclassico Medio     | 800–400 a.C.        | Olmechi                  |
| Preclassico | Tardo Preclassico     | Tardo Preclassico     | 400 a.C. – 200 d.C. | Maya                     |
| Classico | Classico Iniziale     | Classico Iniziale     | 200–600 d.C.        | Conquista di Teotihuacan |
| Classico | Tardo Classico        | Classico Tardo        | 600–900 d.C.        | Ri-popolazione locale    |
| Classico | Tardo Classico        | Classico Terminale    | 800–900 d.C.        |                          |
| Postclassico | Postclassico Iniziale | Postclassico Iniziale | 900–1200 d.C.       | Occupazione K'iche'      |
| Postclassico | Tardo Postclassico    | Tardo Postclassico    | 1200 d.C. – 1524    | Abbandono                |
| Nota: I lassi di periodo usati a Takalik Abaj sono leggermente diversi da quelli complessivamente usati nella regione Mesoamericana. |                       |                       |                     |                          |

### Preclassico iniziale
Takalik Abaj venne occupato alla fine del Preclassico iniziale. I resti di una zona residenziale sono stati ritrovati a ovest del gruppo centrale, sul banco del corso d'acqua El Chorro. Le prime case erano costruite con pavimenti fatti di ciottolame ottenuto dai fiumi, e soffitti di canne sostenuti da pali di legno. L'analisi del polline ha rivelato che i primi abitanti arrivarono sulla zona quando ancora vi era la foresta, e che iniziarono l'opera di disboscamento per coltivare il mais e altre piante. In questa zona sono state ritrovati oltre 150 pezzi di ossidiana, provenienti principalmente dalle riserve di minerali presso le odierne San Martín Jilotepeque ed El Chayal.

### Preclassico medio
Takalik Abaj venne occupato di nuovo all'inizio del Preclassico Medio da gente di origine Mixe-Zoque, come testimoniato dai ritrovamenti di sculture in stile olmeco risalenti a quel periodo. La costruzione di abitazioni pubbliche iniziò nel Preclassico medio; le prime erano state realizzate in argilla, parzialmente bruciata per farla indurire. Le ceramiche di questo periodo erano realizzate nello stile locale Ocosito. Lo stile locale mostra diverse affinità con i metodi di modellazione usati nella regione di Escuintla.

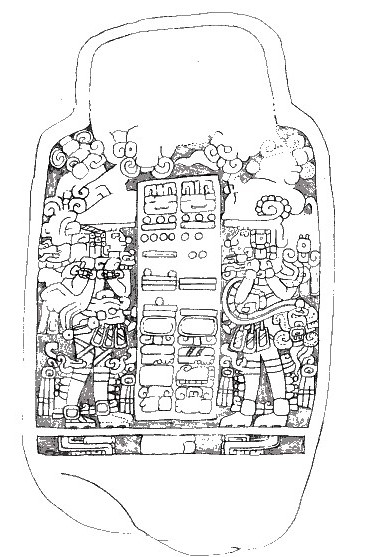
Stele 5 da Takalik Abaj. La data più nuova scritta sulla stele equivale all'anno 126. Cliccare qui per vedere una foto della stele.

### Tardo Preclassico
Durante il Tardo Preclassico (400 a.C. – 200) diversi siti nella regione sulla costa Pacifica si svilupparono diventando vere città; Takalik Abaj fu una di queste, arrivando a contare 4 km² in estensione. L'influenza Olmeca sulla zona costiera finì all'inizio del Tardo Preclassico. In questo periodo Takalik Abaj emerse come un centro importante, caratterizzato da un proprio stile di arte e architettura; gli abitanti iniziarono a creare sculture dalla roccia e a erigere steli e altari. I monumenti venivano creati con significati politici e religiosi, alcuni dei quali con date in stile maya e rappresentazioni di governatori. Questi monumenti portano iscrizioni di date che possono essere le prime ad usare il calendario a lungo conteggio. Lo stile di scultura "potbelly" (a pancia di vaso) iniziò a vedersi attorno a questo periodo.
L'apparizione delle sculture in stile maya e la fine dell'influenza olmeca rappresentano un segno di intrusione di nuovi abitanti nella zona, occupata in precedenza da gente di origini Mixe-Zoque. Le élite Maya raggiunsero la città per prendere controllo del commercio del cacao. Ci fu un regime di continuità negli stili locali con cui si facevano ceramiche dal Medio al Tardo Preclassico, e la transizione di stile da olmeco a maya potrebbe essere stata ideologico piuttosto che fisica. I ritrovamenti di steli maya e una tomba reale maya suggeriscono che i Maya fossero in una posizione dominante, essendo giunti o come commercianti o come conquistatori.
Vi sono prove che riguardano contatti culturali con Kaminaljuyu, una città che emerse come centro importante in quel periodo, fungendo da collegamento commerciale con la rotta del Rio Motagua, e di contatti con altri siti sulla costa pacifica. All'interno di questa rotta commerciale estesa, Takalik Abaj e Kaminaljuyu furono le principali fonti di scambio di beni. Lo stile maya nelle sculture si diffuse attraverso questa rete commerciale.
Durante il Tardo Preclassico le strutture vennero costruite usando pietre vulcaniche tenute assieme da argilla, come si faceva nel Preclassico Medio. Le costruzioni cominciarono a includere strutture con scale e scalinate con ciottoli rotondeggianti.
Gli abitanti continuarono a usare lo stile Ocosito per produrre le ceramiche, e i manufatti del Tardo Preclassico a Takalik Abaj iniziarono a subire l'influenza degli stili della zona di Miraflores, che includeva Escuintla, la Valle del Guatemala e la zona occidentale dell'attuale El Salvador.

### Classico Iniziale
Nel periodo Classico, a partire dal secondo secolo, lo stile con cui si realizzavano le stele cambiò, e venne adottato quello in uso nelle terre del bacino di Petén. In questo periodo alcuni monumenti costruiti molti anni prima vennero intenzionalmente distrutti.
Lo stile ocosito delle ceramiche subì l'influenza dello stile Solano, associato con la cultura maya dei K'iche'.
Gli scavi archeologici hanno rivelato indizi sulla distruzione dei monumenti, e l'arresto della produzione di nuove costruzioni coincide con l'arrivo delle ceramiche in stile Naranjo, imparentato con gli stili della città di Teotihuacan nella Valle del Messico. Lo stile locale ocosito cominciò a cadere in disuso. La presenza di invasori che importarono lo stile di Naranjo non durò a lungo, esercitando il proprio potere sulla città a distanza, ponendo governatori propri sul trono senza influenzare la composizione etnica generale.
La conquista di Takalik Abaj spezzò le antiche rotte commerciali che passavano attraverso la costa pacifica dal Messico a El Salvador, che vennero sostituite da una nuova strada passante per la Sierra Madre e le terre nordoccidentali del Guatemala.

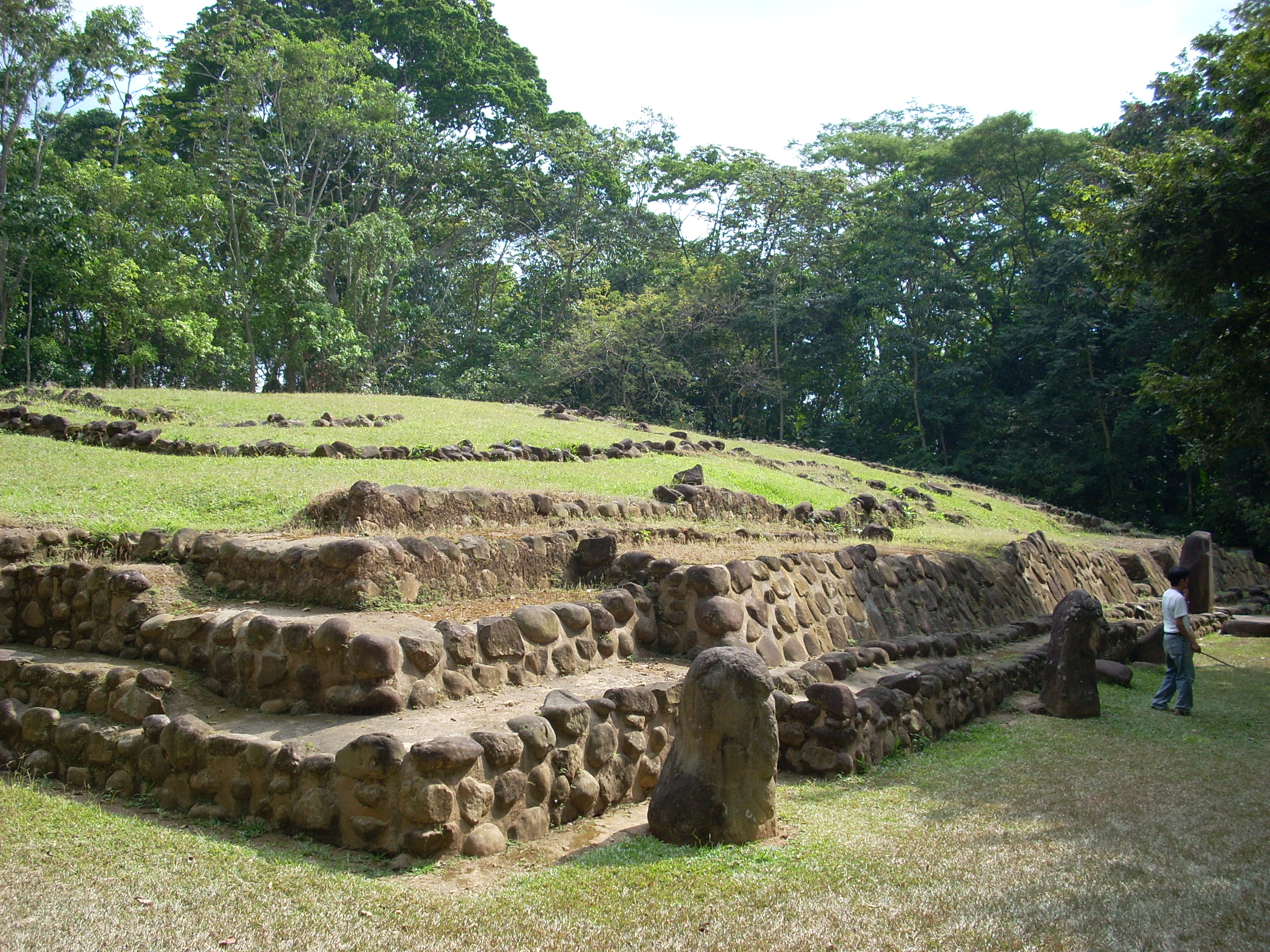
Struttura 12, datata al Classico Iniziale.

### Tardo Classico
Nel Tardo Classico il sito iniziò a riprendersi dalla sconfitta precedente. Le ceramiche in stile Naranjo cominciarono a essere prodotte in quantità minore e iniziò la costruzione di nuovi monumenti, inclusi molti di quelli distrutti in precedenza dagli invasori.

### Postclassico
L'uso dello stile Ocosito continuò nel tempo, ma ci fu un'intrusione marcata di ceramiche K'iche' provenienti dalle alture, concentrate in particolar modo nella zona settentrionale del sito, in seguito portate in tutta la zona. I rapporti fatti dagli indigeni K'iche' asseriscono che essi conquistarono la regione sulla costa, e che quindi la presenza delle ceramiche sia associata alla conquista di Takalik Abaj.
La conquista K'iche' avvenne intorno all'anno 1000, quattro secoli prima di quanto era stato calcolato sulle basi di racconti indigeni. La conquista non causò alcuna brusca interruzione dell'attività al sito; dopo l'arrivo dei K'iche' gli stili locali vennero sostituiti con quelli dei conquistatori. Con ogni probabilità gli abitanti originali dei sito avevano già abbandonato la città che avevano occupato per quasi due millenni.

### Storia moderna
Il primo resoconto pubblicato sul sito risale al 1888, scritto da Gustav Bruhl. Karl Sapper descrisse la Stele 1 nel 1894 dopo che la vide vicino alla strada per la quale stava passando. Max Vollmberg, un artista tedesco, ritrasse la Stele 1 e notò altri monumenti che attrassero l'attenzione di Walter Lehmann.
Nel 1902 l'eruzione del vulcano Santiaguito coprì il sito con uno strato di cenere spesso 40-50 centimetri.
Walter Lehmann iniziò gli studi delle sculture di Takalik Abaj negli anni venti. Nel gennaio del 1942 J. Eric S. Thompson visitò il sito con Ralph L. Roys e William Webb per conto del Carnegie Institution, studiando anche la costa pacifica, e pubblicò un resoconto nel 1943. Altre ricerche vennero svolte da Susanna Miles, Lee Parsons ed Edwin Shook. Nel 1965 Susanna Miles diede al sito il nome Abaj Takalik, conosciuto in precedenza con altri nomi come San Isidro Piedra Parada, Santa Margarita e Colomba, un villaggio a nord del dipartimento di Quetzaltenango.
Gli scavi al sito negli anni 70 vennero finanziati dall'Università della California. Iniziarono nel 1976 con l'opera di John A. Graham, Robert F. Heizer ed Edwin M. Shook. La prima stagione permise di riportare alla luce 40 nuovi monumenti, tra cui la Stele 5. Gli scavi continuarono fino al 1981, con la scoperta di altri monumenti. Dal 1987 in poi gli scavi vennero eseguiti dall'Instituto de Antropología e Historia del Guatemala sotto la direzione di Miguel Orrego e Christa Schieber, scoprendo altri nuovi monumenti. Il sito è stato classificato come parco nazionale.

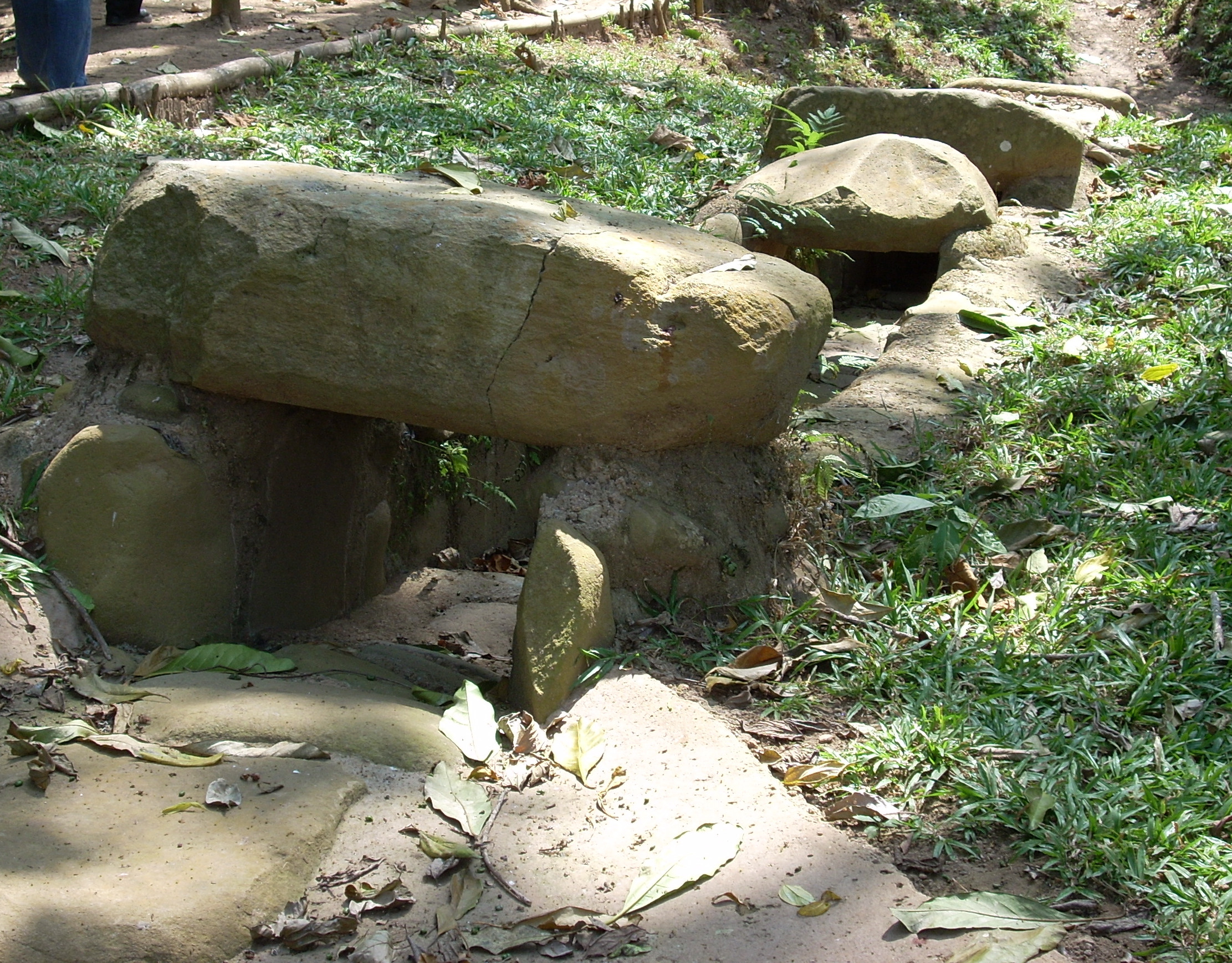
Canale di pietra per il drenaggio dell'acqua, datato intorno al Tardo Classico.

## Il sito
Il nucleo del sito copre circa 6,5 km² e vi sono circa 70 strutture attorno a una dozzina di piazze raggruppate su nove gradonate. Takalik Abaj possiede due cortili del gioco della palla e oltre 239 monumenti in pietra, steli e altari. Il granito usato per fare i monumenti in stile olmeco e maya è molto diverso dal calcare tenero usato nelle città della regione di Petén. Il sito possedeva un sistema idraulico, tra cui un temazcal o bagno di sauna con un sistema di drenaggio sotterraneo.
Takalik Abaj è suddiviso in quattro gruppi; quelli Centrale, Nord e Ovest sono raggruppati assieme, mentre il gruppo Sud si trova a 5 km di distanza verso sud. Il sito era facilmente difendibile in quanto confina con vallate con pareti scoscese. Il sito occupa una serie di nove gradonate di diversa larghezza, 140-220 metri. Le tre gradonate principali che sostengono la città sono artificiali con oltre 10 metri di materiale riempitivo usato.
Quando Takalik Abaj era al suo apice, l'area coperta da costruzioni era pari a 2–4 km, anche se la zona occupata dalle abitazioni residenziali non è stata calcolata.
- Il Gruppo Centrale occupa le Gradonate 1, 2, 3, 4 e 5, che furono livellate artificialmente.[57]
- Il Gruppo Ovest è formato da 16 strutture poste sulla Gradonata 6, anch'essa artificialmente livellata. Il Gruppo confina con il fiume Nima a ovest e con il fiume San Isidro a est. Nella zona sono state trovate alcune maschere di giada.[58]
- Il Gruppo Nord venne occupato a partire dal Classico Terminale fino al Postclassico.[59] Le strutture in questo gruppo sono state costruite in modo diverso rispetto a quelle del Gruppo Centrale, essendo fatte di argilla compattata senza costruzioni di pietra.[60] Il gruppo occupa le gradonate 7, 8 e 9, che non sono state livellate molto, sfruttando la naturale gradonata già presente.[60] Non vi sono elementi scolpiti e vi è quindi la possibilità che la zona nord fosse stata occupata da abitanti nuovi arrivati nel Tardo Classico, forse Maya K'iche' dalle colline.[60]

### Controllo dell'acqua
Il sistema idraulico comprendeva canali di pietra, che non venivano usati per l'irrigazione, ma per fungere da scolo e mantenere l'integrità strutturale dell'architettura principale. Questi canali venivano usati per portare l'acqua alle zone residenziali della città, ed è possibile che servissero funzioni rituali. Sono stati scoperti i resti di 25 canali. I canali più grandi misurano 30 cm in altezza e 25 in larghezza, mentre quelli secondari sono grandi la metà.
Ci sono due metodi di costruzione usati per i canali dell'acqua. I canali di argilla risalgono al Medio Preclassico mentre i canali in pietra risalgono al Tardo Preclassico e al Classico, e alcuni di questi ultimi sono i più grandi. Nel Tardo Classico alcuni pezzi di pietra staccatisi dai monumenti vennero riutilizzati per costruire altri canali.

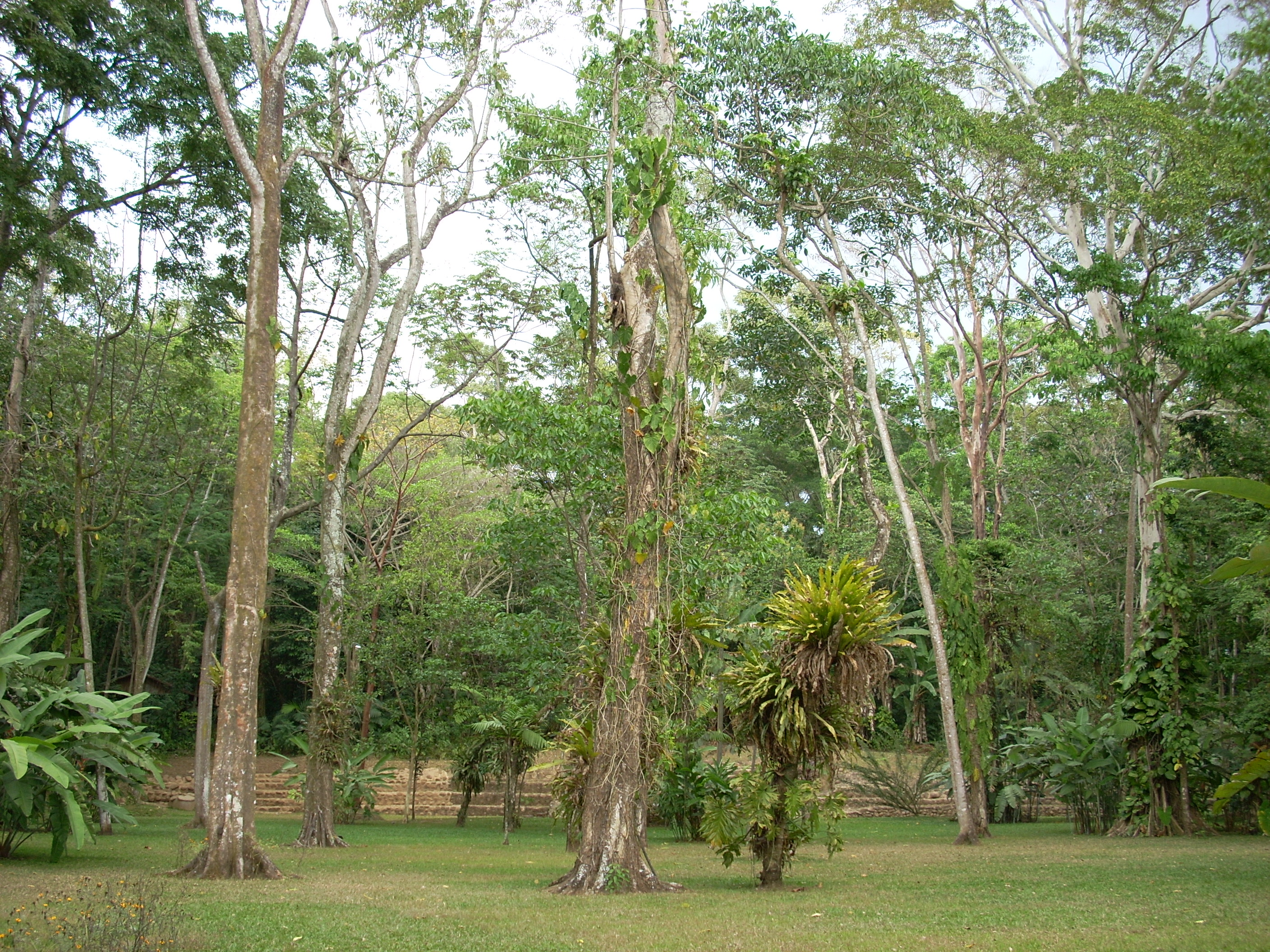
Una piazza sopra ad una delle gradonate di Takalik Abaj.

### Gradonate
- La Gradonata 2 si trova nel Gruppo Centrale.[65] Le strutture in questa gradonata risalgono al Medio Preclassico, e vi è un cortile mesoamericano per il gioco della palla.[66]
- La Gradonata 3 è nel Gruppo Centrale.[65] La façade risale al Tardo Preclassico.[67]
- La Gradonata 5 si trova sul lato orientale del sito immediatamente a nord del Gruppo Centrale. Misura 200 metri da est a ovest e 300 metri da nord a sud. Si trova nella piantagione di San Isidro Piedra e viene attualmente usata per coltivare il caffè. La faccia della gradonata venne realizzata in argilla compattata nel Tardo Preclassico. La gradonata continuò ad essere usata fino al Postclassico.[68]
- La Gradonata 6 sostiene le 16 strutture del Gruppo Ovest. Misura 150 metri da est a ovest e 140 metri da nord a sud. La gradonata mostra diverse fasi di costruzione, stando sopra a una struttura costruita con blocchi lavorati di basalto risalente al Tardo Preclassico, con fasi di costruzione datate intorno al Tardo Classico, e con tracce che testimoniano l'arrivo dei K'iche' nel Postclassico. Una strada moderna taglia l'angolo est della gradonata.[69]
- La Gradonata 7 è una gradonata naturale che sostiene una parte del Gruppo Nord. Da ovest a est è lunga 475 metri. Sostiene 15 strutture datate intorno al Classico Terminale e al Postclassico, associate all'occupazione K'iche'. La gradonata si trova tra le piantagioni di Buenos Aires e San Elías.[60]
- La Gradonata 8 è un'altra gradonata naturale del Gruppo Nord. La gradonata sostiene la Struttura 46 e la Struttura 54. Questa era una zona residenziale con terra coltivata, associata al Gruppo Nord e all'occupazione dei K'iche'.[60]
- La Gradonata 9 è la gradonata più grande a Takalik Abaj e sostiene una parte del Gruppo Nord. Una strada moderna taglia il lato est della gradonata, e gli scavi sulla strada hanno rivelato dei resti di un cortile mesoamericano.[70]

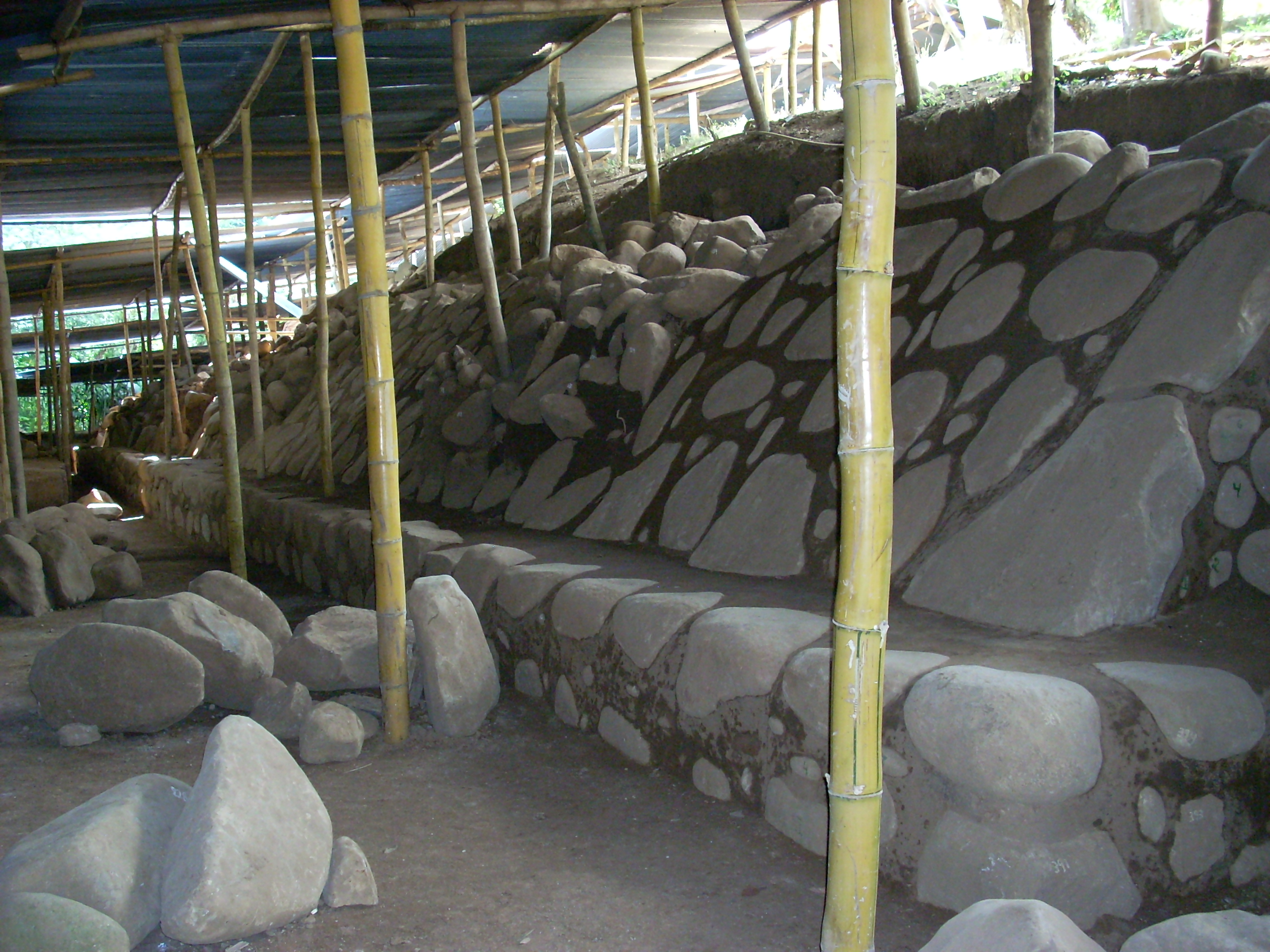
Il cortile della Gradonata 2 nel gruppo centrale, risalente al Medio Preclassico.

### Strutture
- Struttura 7: è una piattaforma situata a est della plaza sulla gradonata 3 nel gruppo centrale, ed è considerata come una dei monumenti più sacri di Takalik Abaj, a causa di alcuni ritrovamenti associati ad essa. La struttura 7 risale al Medio Preclassico. Vi sono due strutture più piccole costruite sulla parte nord della struttura, chiamate Struttura 7A e 7B.[71] La struttura 7 sostiene tre fila di monumenti allineati in nord-sud che venivano forse usati come osservatorio astronomico.[72] Un'altra scoperta presso la Struttura 7 fu un incensiere cilindrico del Tardo Classico, a cui è stato dato il nome "La Niña" da alcuni archeologi, a causa della decorazione su di esso che rappresenta una donna. Risale al periodo in cui K'iche' cominciarono a stanziarsi nella zona, e misura 50 cm in altezza e 30 cm in larghezza alla base. Vicino ad esso vi erano molti altri oggetti come ceramiche e frammenti di sculture rotte.[73]
- Struttura 7A: è una piccola struttura che si trova sopra la parte nord della struttura 7. Risale al Medio Preclassico, e al suo centro è stata trovata una tomba di un membro della casta alta. Alla base è stata trovata una gran quantità di oggetti in ceramica. La struttura 7A venne modificata diverse volte nel Classico Iniziale e nel Tardo Classico.[74]
- Struttura 11: struttura ricoperta con massi tondeggianti, tenuti assieme con argilla.[19] Si trova a ovest della plaza nella zona meridionale del gruppo centrale.[41]

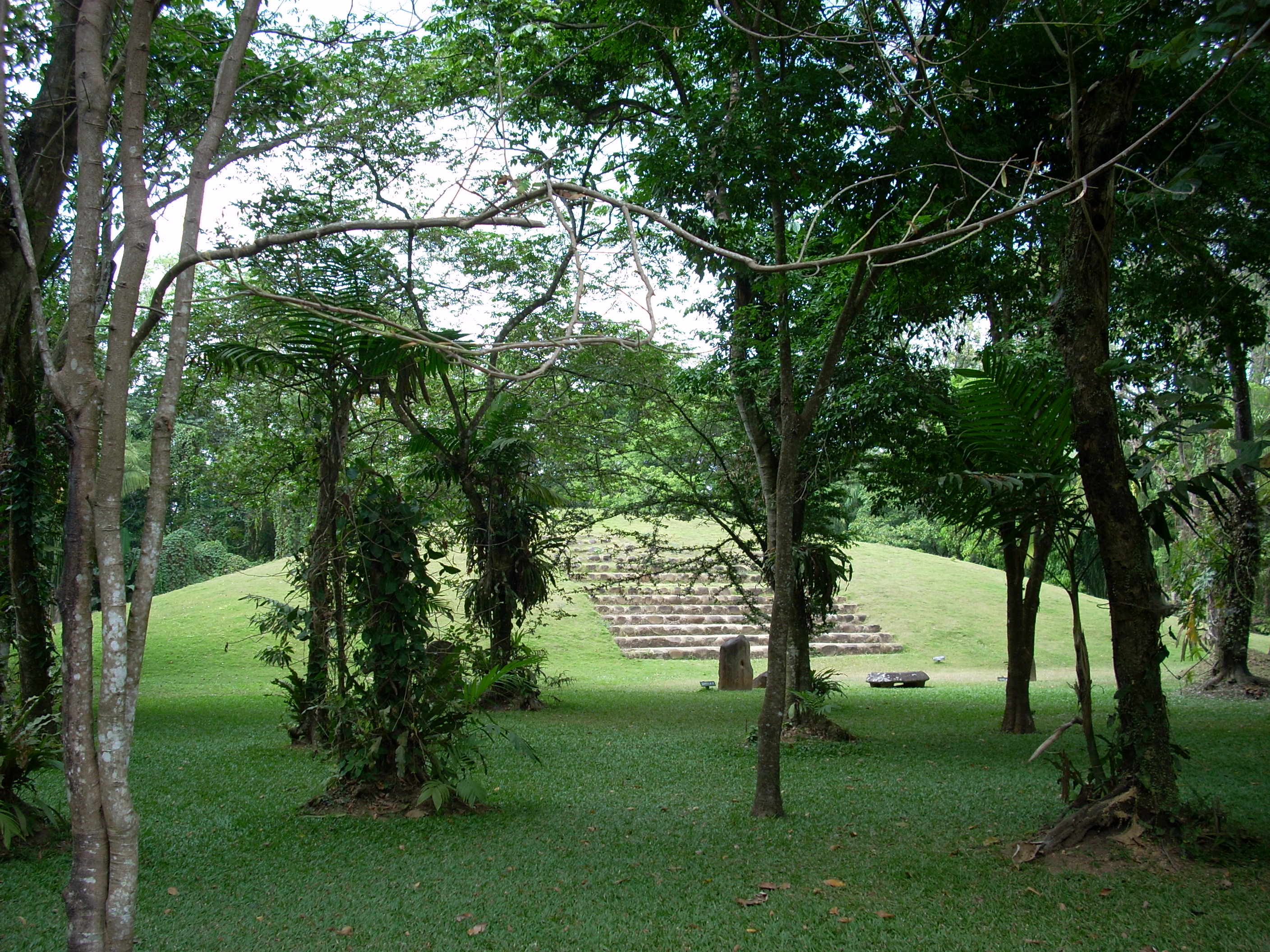
Struttura 11 e i monumenti.

- Struttura 12: si trova a est della struttura 11.[75] È coperta da massi tondeggianti tenuti assieme con argilla.[19] Si trova a est della plaza nella zona meridionale del gruppo centrale.[41] La struttura è una piattaforma a tre livelli, con scalinate sui lati est e ovest. Le rovine visibili risalgono al Classico Iniziale, e si trovano su uno strato di costruzione datato al Tardo Preclassico. Vi è una fila di monumenti parallela al lato ovest della struttura, tra cui sei monumenti, una stele e un altare.[41] Sul lato est vi sono altri monumenti, uno dei quali potrebbe rappresentare la testa di un coccodrillo. La Scultura 69 si trova sul lato sud della struttura.[75]
- Struttura 17: si trova nel gruppo sud, sulla piantagione Santa Margarita. Conteneva 13 lame di ossidiana, risalenti al Preclassico.[76]
- Struttura 34: si trova nel gruppo ovest, nel lato orientale della gradonata 6.[77]
- Le Strutture 38, 39, 42 e 43 sono unite da piattaforme basse sul lato orientale di una piazza sulla Gradonata 7, allineate da nord a sud. Le Strutture 40, 47 e 48 si trovano sul lato sud, ovest, a nord di questa piazza. Le Strutture 49, 50, 51, 52 e 53 formano un piccolo gruppo sul lato occidentale della gradonata, confinanti a nord con la Gradonata 9. La Struttura 42 è quella più alta del Gruppo Nord, e misura circa 11,5 metri in altezza.[78]
- La Struttura 46 si trova al limite della Gradonata 8 nel Gruppo Nord e risale intorno al Classico Terminale o al Postclassico. Il lato occidentale della struttura è attraversato da una strada moderna.[60]
- La Struttura 54 è stata costruita sopra la Gradonata 8, a nord della Struttura 46, nel Gruppo Nord. È circondata da un'area aperta con alcuni monticelli, che probabilmente erano una zona agricola e residenziale. La struttura risale al Classico Terminale e al Postclassico.[60]
- La Struttura 57 è un grande monte situato sul limite meridionale del Gruppo Centrale. La struttura venne costruita nel Tardo Preclassico e ricevette altre modifiche costruttive nel Tardo Classico. Potrebbe essere servita come punto di osservazione.[79]

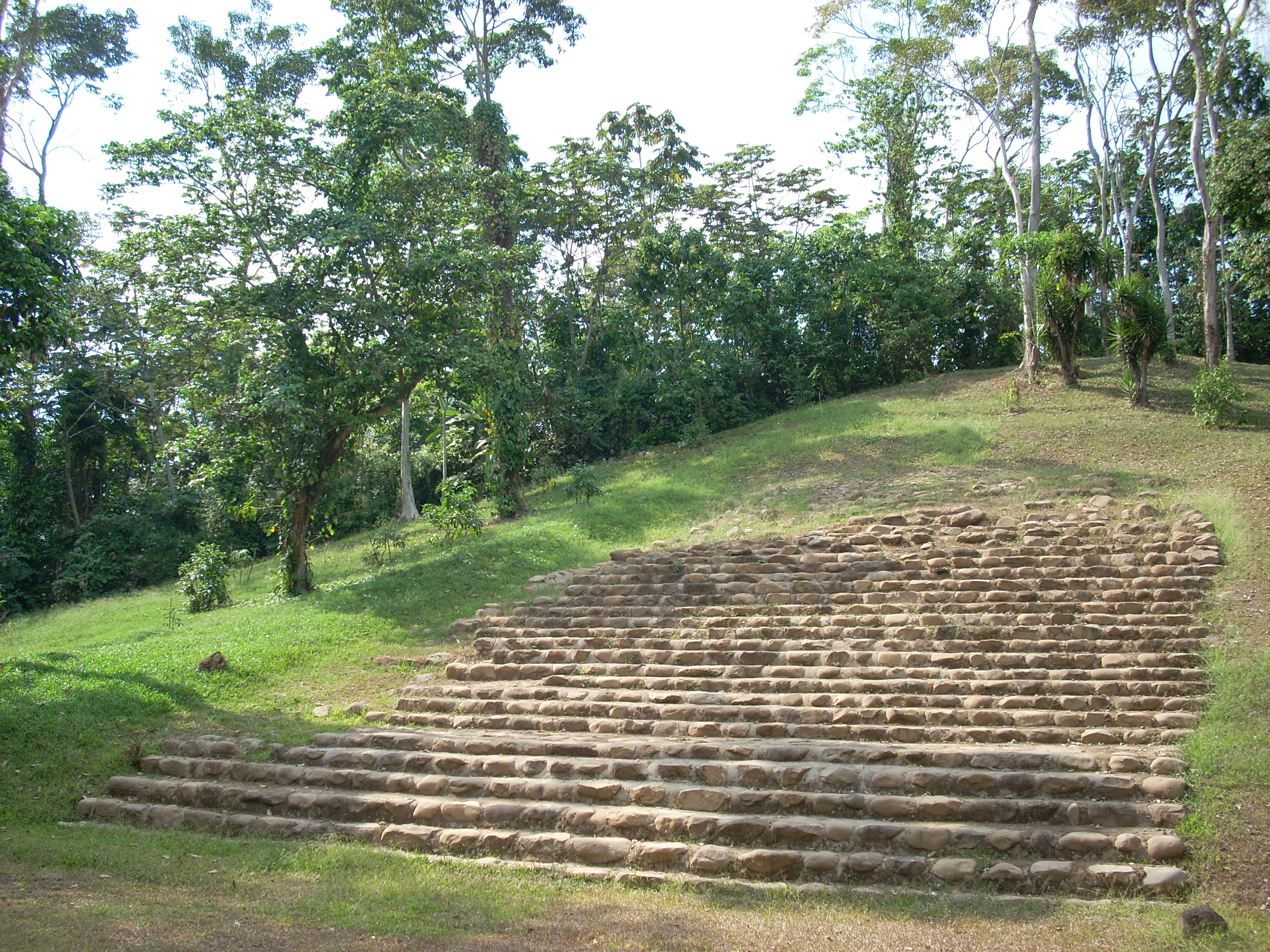
La Struttura 5.

- Struttura 61, Monte 61A e Monte 61B si trovano tutti sul lato est della Gradonata 5, sulla piantagione San Isidro. La struttura 61 venne costruita durante il Classico Iniziale ed è ornata in pietra, costruita sopra un monumento già esistente datato al Tardo Preclassico. La Stele 68 è stata trovata sulla base del monte 61A vicino a un altare rotto. La struttura 61 e i monticelli associati potrebbero essere stati usati per controllare l'accesso alla città, il Monte 61A è stato riutilizzato nel Postclassico. Dal Monte 61A sono stati estratti quattro vessilli in ceramica e quattro pietre prismatiche in ossidiana.[80]
- La Struttura 66 si trova sulla gradonata 9, nell'estremo nord del Gruppo Nord. Da qui si vede la città, e la struttura potrebbe essere stata usata come posto di guardia. Risale al Classico Terminale e al Postclassico.[81]
- La Struttura 67 è una grande piattaforma situata sulla Gradonata 9 che potrebbe essere associata con un'area residenziale.[81]
- La Struttura 68 si trova nel Gruppo Ovest.[77]
- Il Cortile del Nord è un cortile adibito al gioco della palla. Un secondo cortile è stato trovato nel Gruppo Nord, e potrebbe essere associato all'occupazione della zona dal Classico Terminale al Postclassico. Il primo cortile venne costruito con argilla compattata, e misura 2 metri in altezza, mentre la seconda struttura misura 1 metro in altezza, e la zona di gioco è larga 10 metri.[81]

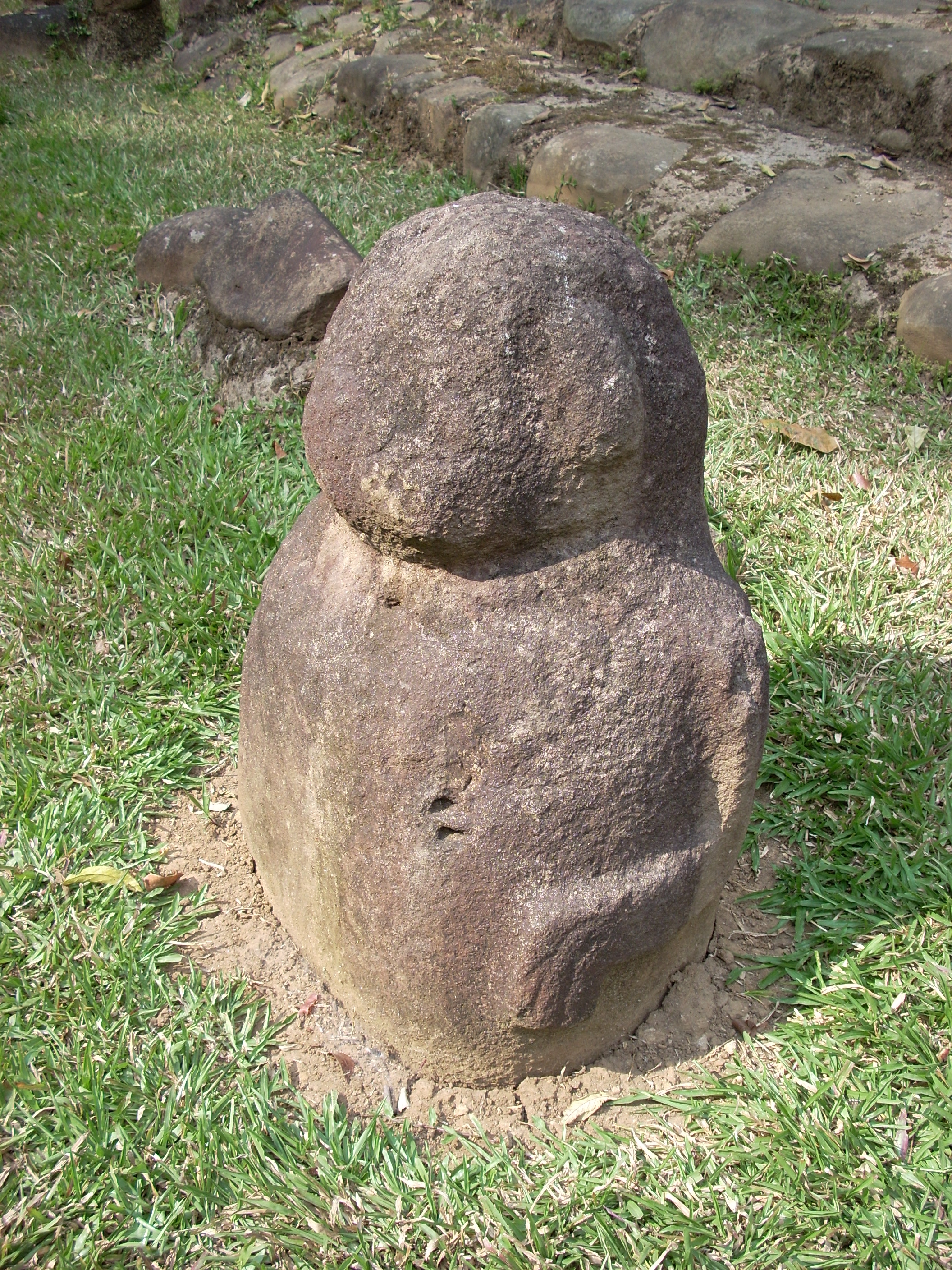
Una scultura panciuta a Takalik Abaj, risalente al Tardo Preclassico.

### Monumenti in pietra
A Takalik Abaj sono stati trovati più di 239 monumenti, principalmente intagliati su rocce di andesite locale. Questi monumenti sono sia piatti che intagliati e si trovano principalmente nei gruppi centrali e occidentali. I monumenti lavorati possono essere divisi in quattro classificazioni generiche: sculture in stile olmeco che rappresentano il 21% del totale, sculture in stile maya per il 42%, monumenti "panciuti" per il 14% e lo stile locale di oggetti a forma di animale, 23%.
La maggior parte dei monumenti di Takalik Abaj non si trovano nella posizione originale, essendo stati spostati in epoca antica, quindi la datazione si basa spesso su comparazione stilistica. Un esempio è la serie di quattro monumenti che si trovano in una piazza di fronte a una piattaforma del Periodo Classico, con almeno due dei quattro (Altare 12 e Monumento 23) datati intorno al Preclassico.
Ci sono diverse steli scolpite in stile maya che portano dei testi geroglifici con il calendario a conteggio lungo, con date del Tardo Preclassico. Questo stile di scultura è antecedente a quello Classico delle terre basse maya.
Takalik Abaj possiede diversi monumenti "panciuti", che rappresentano figure umane obese scolpite su grandi massi, del tipo trovato anche nelle terre vicino alla costa pacifica, a Izapa e in El Salvador. La loro funzione è sconosciuta, ma sono state datate intorno al Tardo Preclassico.

#### Sculture in stile olmeco
Vi sono molte sculture in stile olmeco, tra cui il monumento 23, una testa colossale che venne intagliata più volte per trasformarla in una figura di nicchia, che indicano che ci fu una presenza di questa popolazione che controllava il sito.

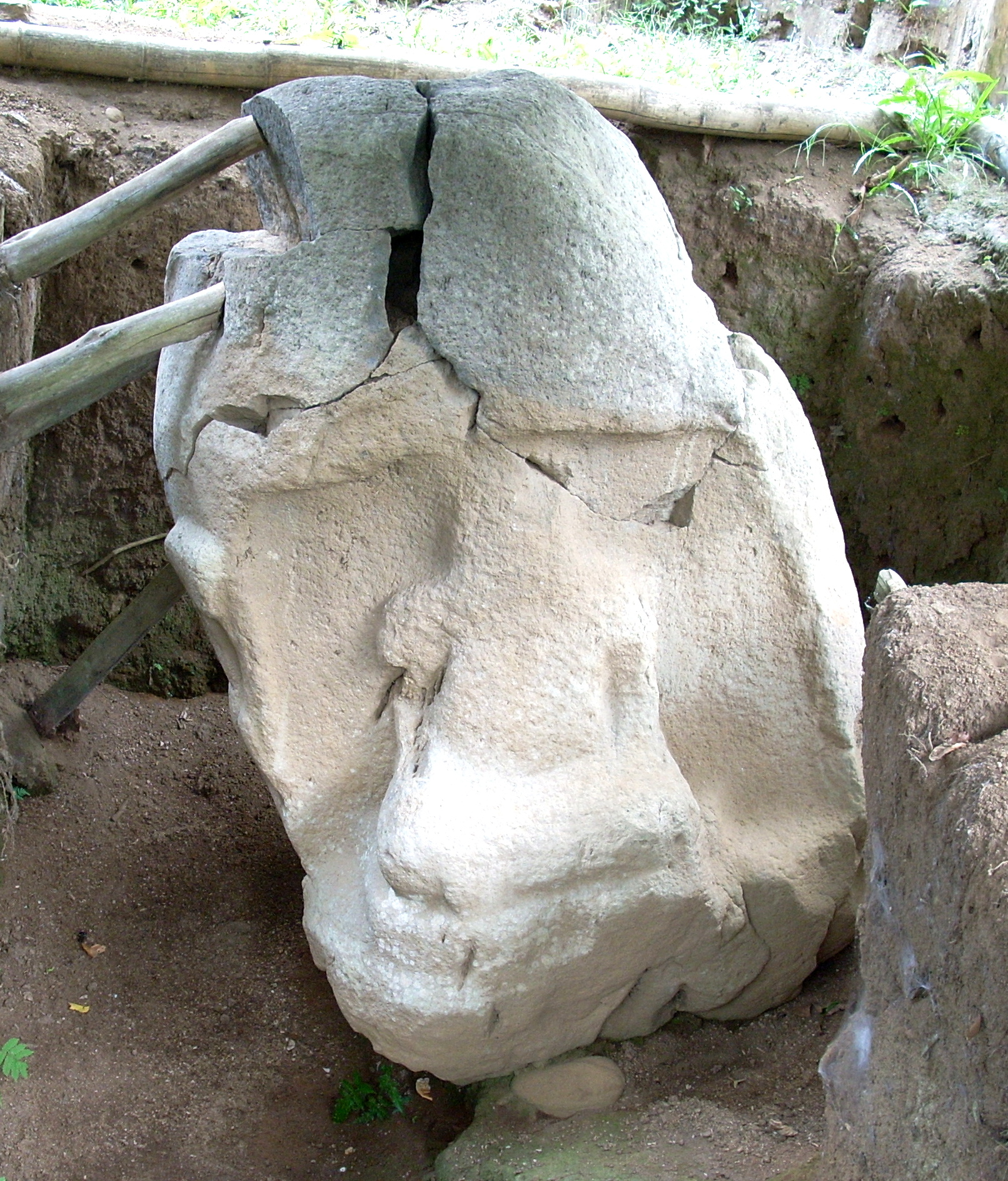
Monumento 23, una scultura Olmeca o di stile influenzato dagli olmechi, a Takalik Abaj, che mostra una figura che emerge da una caverna con un bambino tra le braccia.

Le sculture in stile olmeco potrebbero semplicemente indicare che ci fu un'iconografia comune sulla costa Pacifica e del Golfo. In ogni caso, Takalik Abaj fu un luogo importante per gli Olmechi. Tutte le sculture in stile olmeco sono datate al Medio Preclassico. Ad eccezione dei monumenti 1 e 64, tutti gli altri non sono posizionati nella loro locazione originale.

#### Sculture in stile maya
Ci sono più di 30 monumenti in stile maya, datati al Tardo Preclassico, e rappresentano lo stile più usato a Takalik Abaj. La grande quantità di sculture maya e la presenza di esempi di scritture geroglifiche suggeriscono che il sito giocò un ruolo importante nello sviluppo dell'ideologia maya. Lo stile maya di Takalik Abaj è collegato a quello dei monumenti di Kaminaljuyu, e mostra un'influenza reciproca. Questo stile si diffuse anche in altri siti che commerciavano con Takalik.

#### Sculture panciute
Le sculture in stile "panciuto" si trovano lungo la costa pacifica, dal Messico meridionale a El Salvador, e anche in altri siti maya della zona. Anche se alcuni hanno suggerito che questo stile sia pre-olmeco, gli scavi archeologici effettuati sulla costa pacifica, tra cui quelli a Takalik Abaj, mostrano che questo stile iniziò a venire usato alla fine del Preclassico Medio e raggiunse il suo splendore nel Tardo Preclassico. Le sculture panciute di Takalik Abaj sono tutte risalenti al Tardo Preclassico e sono molto simili a quelle trovate a Monte Alto in Escuintla, e Kaminaljuyu nella valle del Guatemala. Le sculture sono in genere grezze, che mostrano variazioni nella dimensione degli arti e nella loro posizione. Rappresentano figure umane obese, di solito sedute con le gambe incrociate, e con le braccia sopra lo stomaco. Le guance sono prominenti, gli occhi sono chiusi, e il sesso dei soggetti non è determinabile.

#### Sculture in stile locale
Le sculture in stile locale sono in genere massi scolpiti e intagliati a rappresentare animali, tra cui rane, rospi e coccodrilli.

#### Inventario dei monumenti

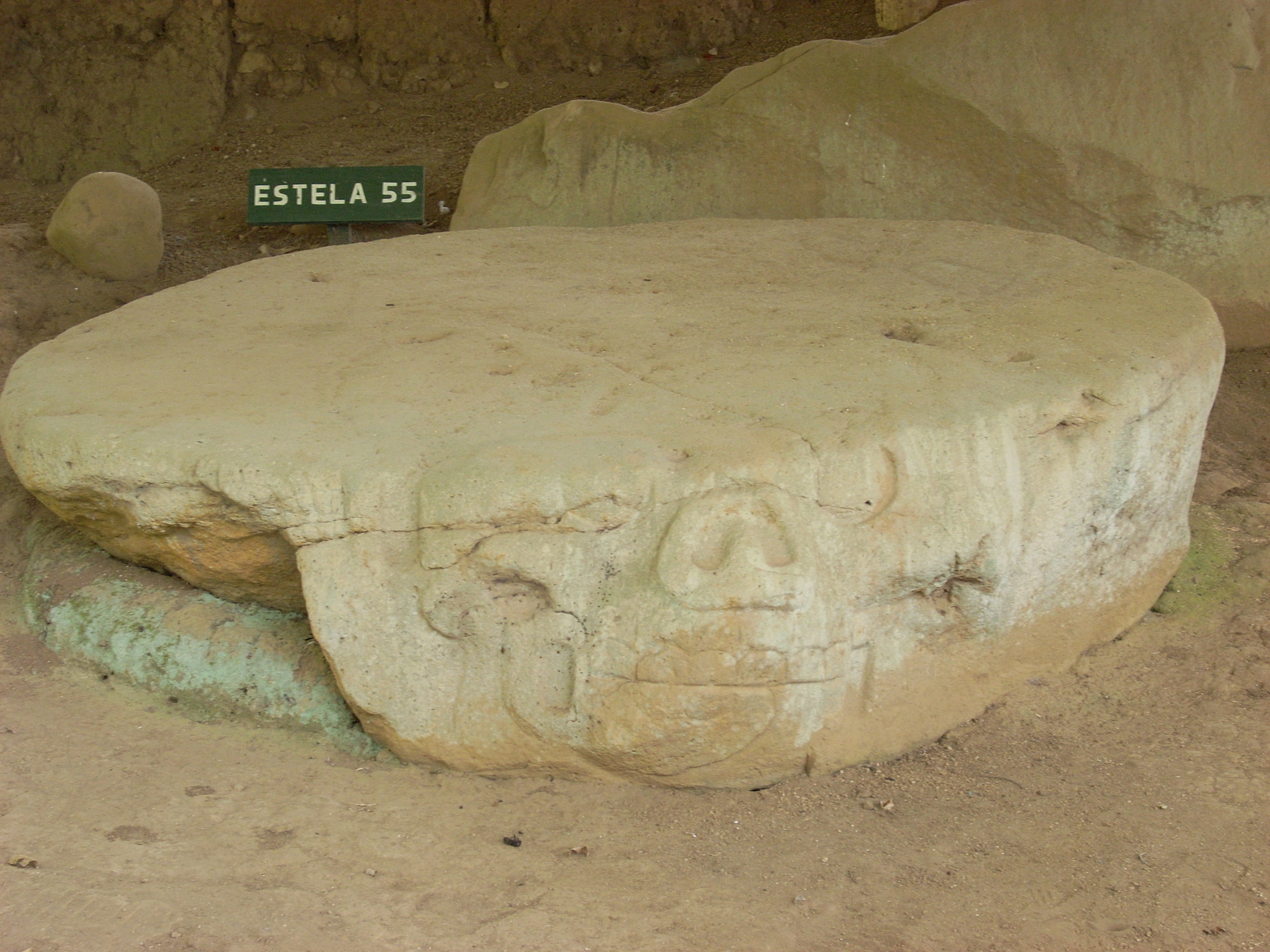
Altare 28, con la figura di un teschio intagliato.

##### Altari
- L'Altare 1 si trova alla base della Stele 1, è rettangolare ed è inciso a lato.[96]
- L'Altare 2 è di provenienza sconosciuta, essendo stato spostato all'esterno della casa dell'amministratore della piantagione San Isidro Piedra Parada. Misura 1,59 metri in lunghezza, 90 centimetri in larghezza e circa 40 cm in altezza. Rappresenta un animale, identificato come rospo e giaguaro. La scultura è stata rotta in tre pezzi.[97]
- L'Altare 3 è un altare circolare, piatto, lavorato rozzamente, largo circa 1 metro e alto circa 30 cm. Era probabilmente associato in origine a una stele, e il suo luogo di provenienza è sconosciuto, essendo stato spostato vicino alla casa del proprietario della piantagione San Isidro Piedra Parada.[98]
- L'Altare 5 è un altare piatto e circolare, danneggiato, associato alla Stele 2.[96]
- L'Altare 8 è un monumento associato alla Stele 5, posizionato sul lato occidentale della Struttura 12.[99]
- L'Altare 9 è un basso trono con quattro gambe d'appoggio, posto di fronte alla Struttura 11.[100]
- L'Altare 10 era associato alla Stele 13 e venne trovato sulla cima di un cumulo di oggetti in ceramica, vicino alla tomba regale della Struttura 7A. Il monumento era in origine un trono con supporti cilindrici, che venne riutilizzato come un altare nel Periodo Classico.[101]
- L'Altare 12 è un monumento risalente al Tardo Preclassico modellato in stile maya.[50] Le incisioni sono sulla faccia superiore dell'altare, quindi si suppone che questo monumento fosse stato originalmente eretto come stele verticale nel Tardo Preclassico, e utilizzato nuovamente come altare orizzontale nel Classico. Sui bordi vennero incisi sedici geroglifici. La faccia superiore dell'altare rappresenta una figura umana in piedi di profilo, verso sinistra. La figura ha ai suoi lati due serie verticali di quattro glifi. I sedici glifi sul bordo sono formati da figure antropomorfe unite ad altri elementi.[102]

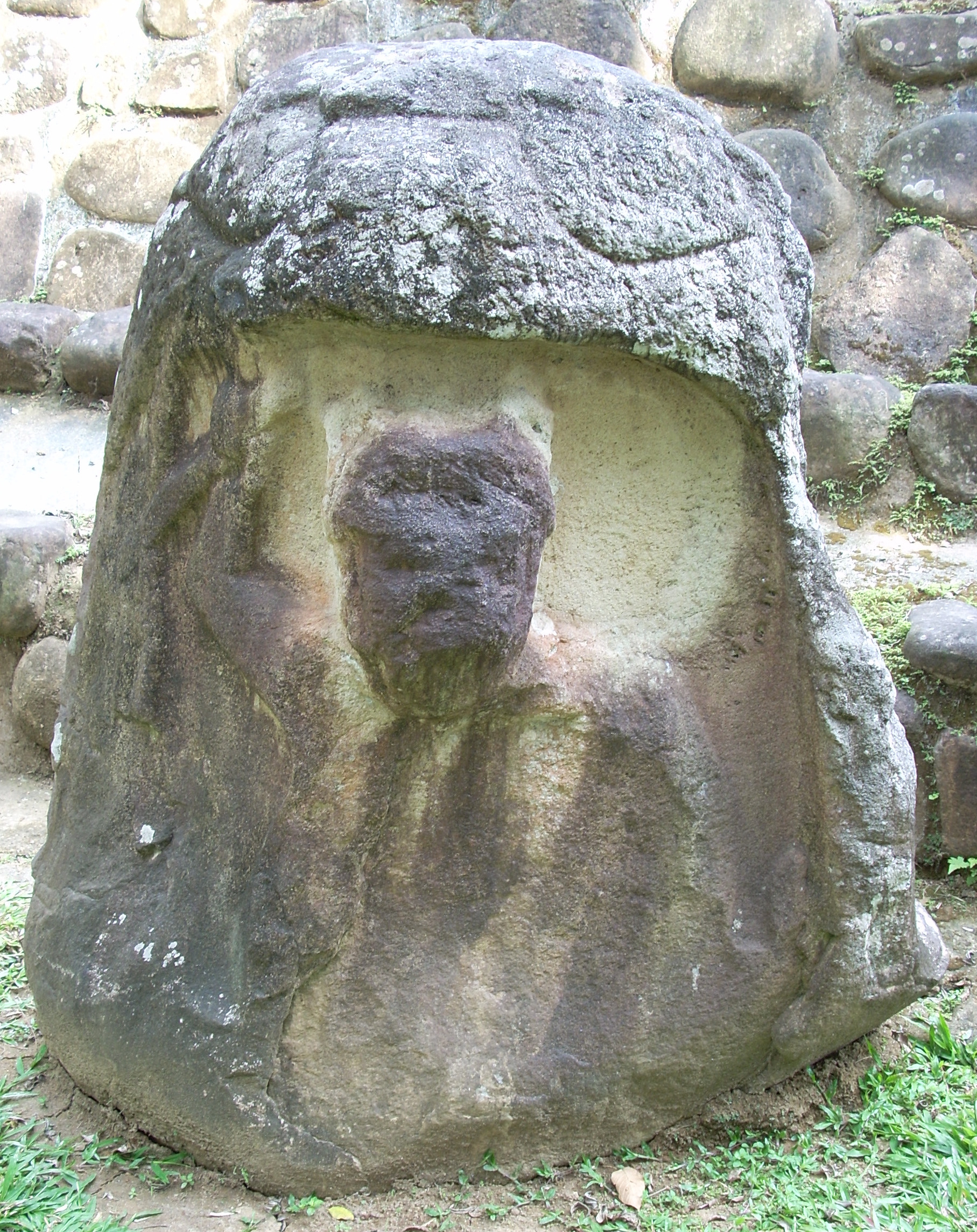
Monumento 67, una scultura in stile olmeco risalente al Medio Preclassico.

- L'Altare 13 è un altro monumento in stile maya risalente al Tardo Preclassico. Come l'Altare 12, fu originalmente eretto come stele verticale. Ad un certo punto venne rotto, con enorme danno sulla porzione superiore della scultura. Anni dopo venne usato come altare orizzontale.[103]
- L'Altare 28 si trova vicino alla Struttura 10 nel Gruppo Centrale. È un altare circolare in basalto, di circa 2 metri di diametro, ed è spesso 50 centimetri. Sul bordo di fronte c'è la rappresentazione incisa di un teschio. Sulla superficie superiore ci sono due rilievi che rappresentano due piedi umani.[95]
- L'Altare 30 è contenuto all'interno del quarto scalino della scalinata di accesso alla Gradonata 3 nel Gruppo Centrale. Ha quattro gambe per sostenerlo, ed è simile all'Altare 9.[104]

##### Monumenti
- Il Monumento 1 è un masso vulcanico con un bassorilievo che rappresenta un giocatore del gioco della palla, forse un governatore locale. Questa figura si affaccia verso destra, inginocchiandosi su un ginocchio con entrambe le mani in alto. La scultura venne trovata vicino al banco del fiume Ixchayá, a circa 300 metri a ovest del Gruppo Centrale. Misura circa 1,5 metri in altezza. Il Monumento 1 risale al Medio Preclassico ed è in stile olmeco.[105]
- Il Monumento 2 è una scultura panciuta trovata a 12 metri dalla strada che si trova tra le piantagioni San Isidro e Buenos Aires. È alta circa 1,4 metri e misura 75 centimetri di diametro. La testa è stata erosa ed è leggermente inclinata in avanti, le braccia sono leggermente piegate. Il Monumento 2 risale al Tardo Preclassico.[106]
- Il Monumento 3 è datato intorno al Tardo Preclassico, ed è stato spostato in tempi moderni nella zona della piantagione Santa Margarita. Non si sa da dove provenga. È una figura panciuta con una grande testa, che indossa una collana o un ciondolo. Misura 96 centimetri in altezza e 78 centimetri di larghezza alle spalle. Il monumento è danneggiato e manca la parte bassa.[107]
- Il Monumento 4 sembra essere una scultura che rappresenta un prigioniero. Venne trovata nella piantagione di San Isidro, ma non si sa esattamente dove. Venne trasferita al Museo Nazionale di Archeologia ed Etnologia a Città del Guatemala. Questa scultura risale al Tardo Preclassico. Misura 87 centimetri in altezza e 40 centimetri in larghezza.[108]

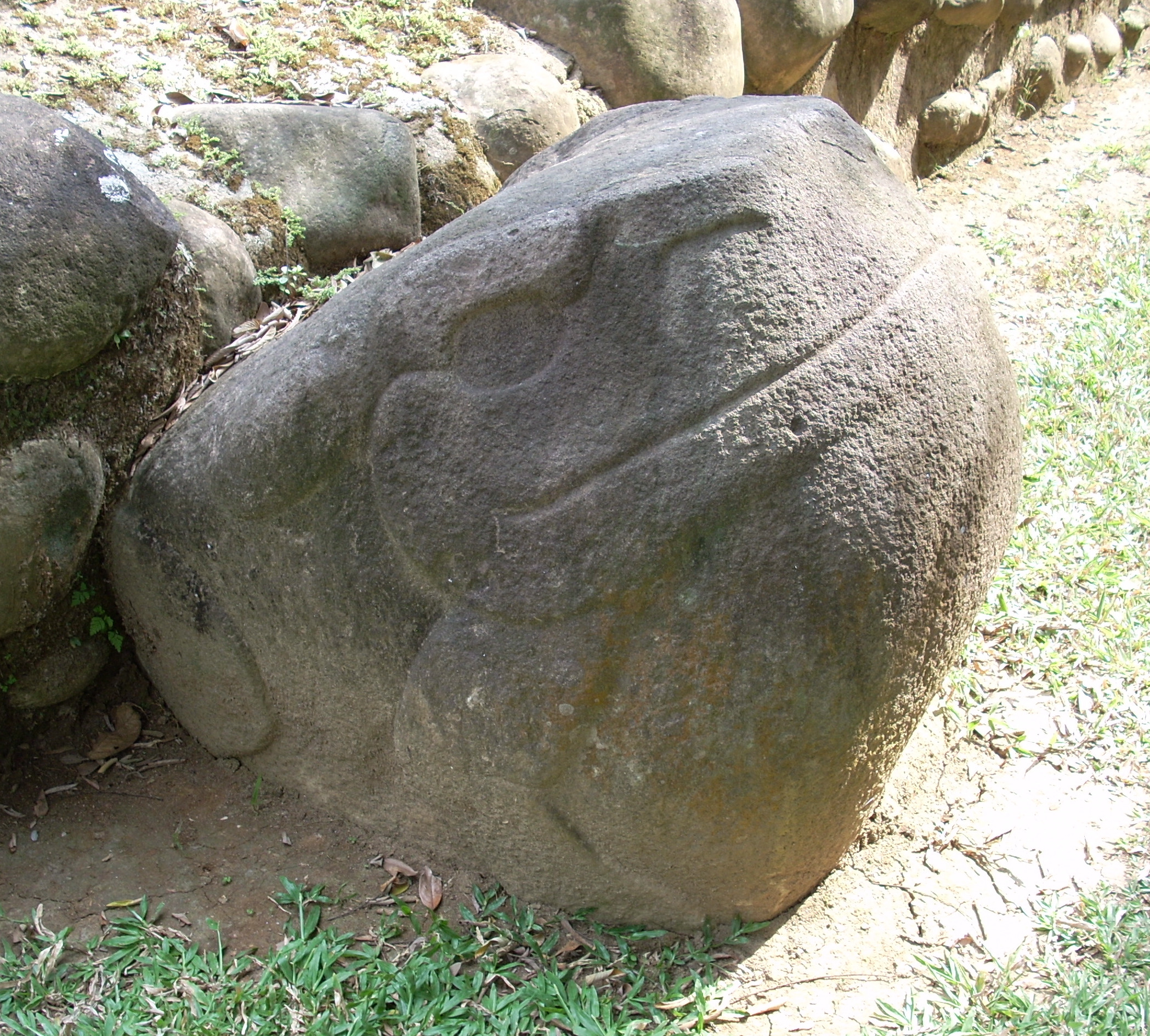
Monumento 68, che rappresenta un rospo.

- Il Monumento 5 venne spostato nella casa dell'amministratore della piantagione San Isidro, e il luogo in cui venne rinvenuto è sconosciuto. Misura 1,53 metri in altezza e 53 centimetri in larghezza. La scultura rappresenta un prigioniero con le mani legate da una striscia di tessuto.[110]
- Il Monumento 6 è una scultura, un masso intagliato che rappresenta la testa di un animale, forse un rospo, scoperta durante la costruzione della strada che attraversa il sito. La scultura misura 1 metro in altezza e 1,5 metri in larghezza.[111]
- Il Monumento 7 è una scultura danneggiata che rappresenta una testa gigante. È alta 58 centimetri e venne trovata nella prima metà del XX secolo. La scultura possiede una grande faccia piatta con ciglia evidenti. Lo stile in cui è stata intagliata è simile a quello di un monumento trovato a Kaminaljuyu.[112]
- Il Monumento 8 si trova sul lato occidentale della Struttura 12. È una scultura che rappresenta un mostro dalle caratteristiche feline, con una figura umana nella bocca.[75]
- Il Monumento 9 è una scultura in stile locale che rappresenta un gufo.[113]
- Il Monumento 10 è un altro monumento spostato dal suo luogo d'origine, tuttora sconosciuto. Misura circa 50 centimetri in altezza e 40 in larghezza. Rappresenta un prigioniero inginocchiato con le braccia legate.[110]

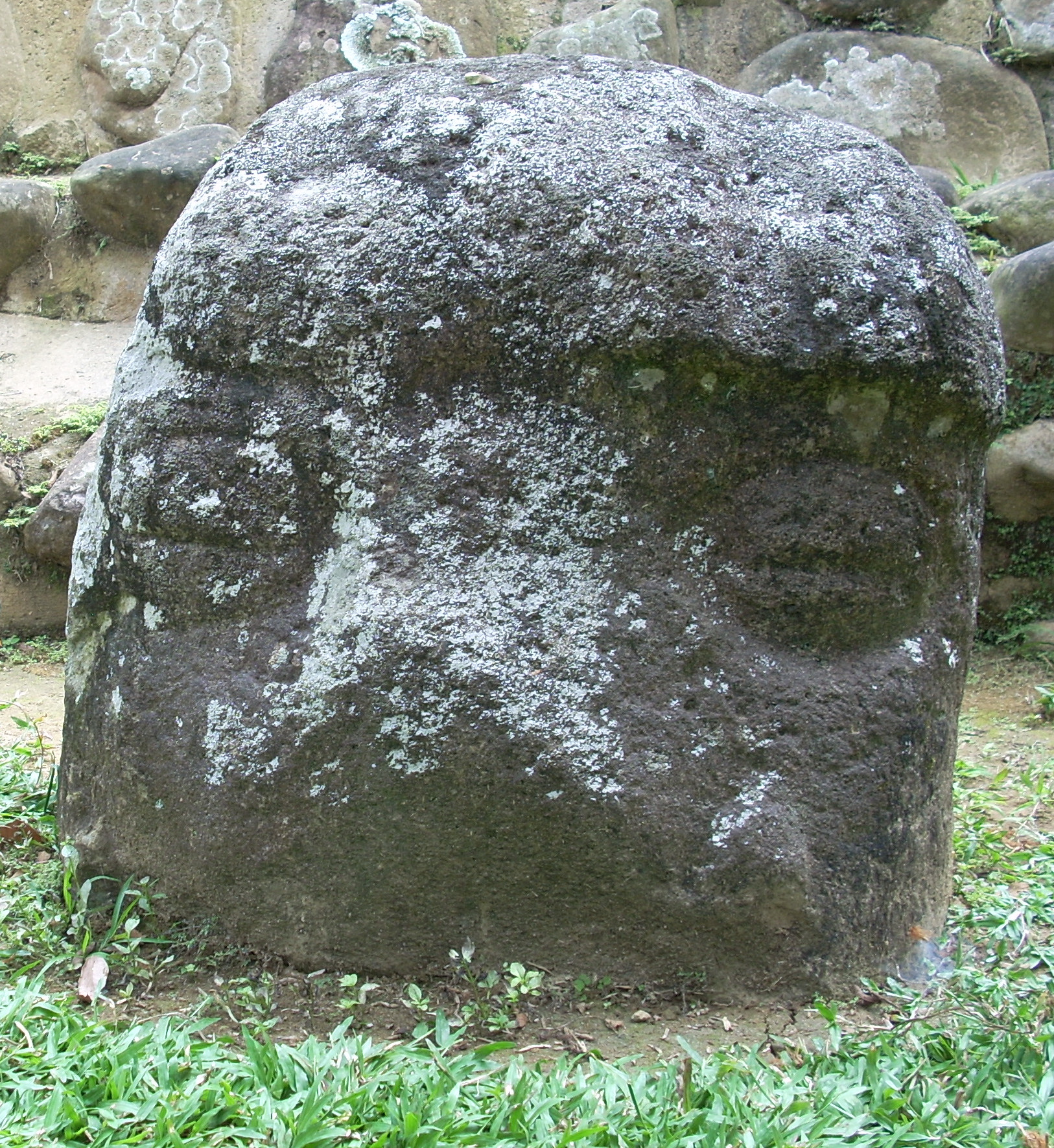
Monumento 65, una scultura in stile olmeco che rappresenta una testa umana, risalente al Medio Preclassico.

- Il Monumento 11 si trova nella zona sud-occidentale della Gradonata 3. È un masso naturale, inciso e intagliato con serie verticali di geroglifici. Lo stile è quello maya e risale al Tardo Preclassico.[115]
- Il Monumento 14 è una scultura in stile olmeco, datata al Medio Preclassico. Rappresenta una figura umana in posizione rannicchiata, probabilmente una donna, che indossa un copricapo e oggetti che traforano le orecchie. Sotto un braccio tiene un cucciolo di giaguaro, sotto l'altro tiene un cucciolo di cervo.[116]
- Il Monumento 15 è un grande macigno scolpito in stile olmeco, che rappresenta una figura umana.[117]
- Il Monumento 16 e il Monumento 17 sono due parti della stessa scultura rotta. Fatta in stile classico olmeco, è stata erosa, e rappresenta una testa umana con un copricapo nella forma di una faccia secondaria con un elmo.[118]
- Il Monumento 23 risale al Medio Preclassico. Fu una testa colossale in stile olmeco, rimodellata e riscolpita in una figura di nicchia.[50]
- Il Monumento 25 è una scultura erosa che rappresenta una figura seduta in una nicchia.[119]
- Il Monumento 35 è datato al Tardo Preclassico, si trova sulla Gradonata 6.[77]
- Il Monumento 40 è una figura panciuta risalente al Tardo Preclassico.[120]
- Il Monumento 44 è una scultura che rappresenta un prigioniero.[119]
- Il Monumento 47 è un monumento in stile locale che rappresenta una rana o un rospo.[113]
- Il Monumento 55 è una scultura in stile olmeco di una testa umana.[119]
- Il Monumento 64 è un bassorilievo in stile olmeco intagliato sul lato inferiore di una roccia di andesite e stilisticamente risale al Medio Preclassico, anche se venne trovato in un contesto archeologico del Tardo Preclassico. È stato trovato sul lato orientale del corso d'acqua El Chorro, a 300 metri di distanza dal Gruppo Sud-Centrale. Rappresenta una figura antropomorfica con alcune caratteristiche feline. Nella mano sinistra la figura tiene un bastone a forma di "zigzag".[121]
- Il Monumento 65 è una rappresentazione di una testa umana in stile olmeco, risalente al Medio Preclassico. La figura indossa un elmo, i suoi occhi sono chiusi, il naso e la bocca sono stati distrutti. Si trova a ovest della Struttura 12.[122]
- Il Monumento 66 è una scultura in stile locale di una testa di coccodrillo datata forse al Medio Preclassico. Si trova a ovest della Struttura 12.[123]
- Il Monumento 67 è una scultura in stile olmeco che è stata erosa, e mostra una figura che emerge dalla bocca di un giaguaro, con una mano in alto e che tiene un bastone. Sono visibili le tracce di un elmo. Il monumento si trova a ovest della Struttura 12 e risale al Preclassico Medio.[124]
- Il Monumento 68 è una scultura in stile locale che rappresenta un rospo, situata sul lato ovest della Struttura 12. Si crede che risalga al Preclassico Medio.[125]

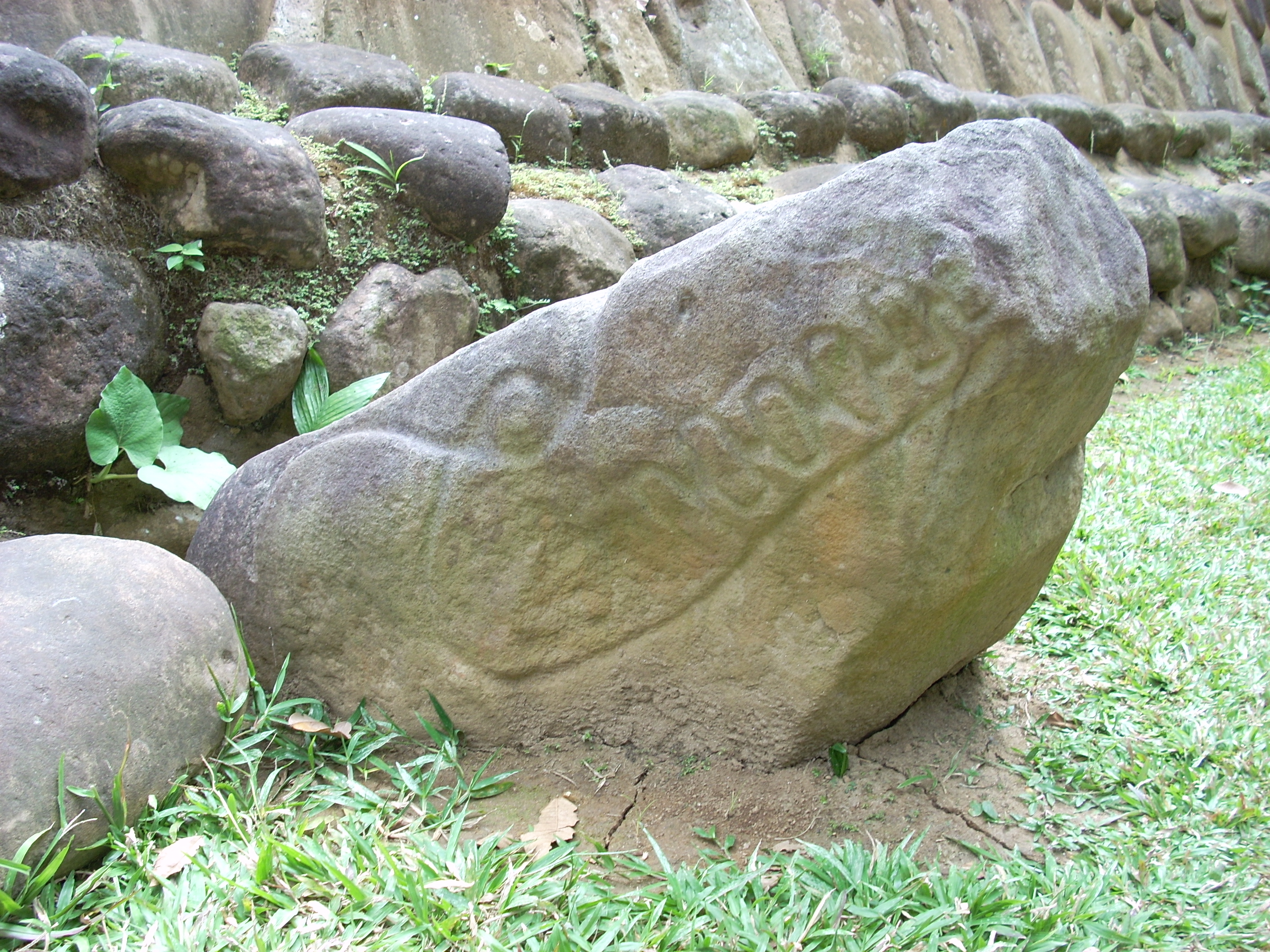
Monumento 66, una scultura in stile locale che rappresenta una testa di un coccodrillo.

- Il Monumento 69 è un monumento "panciuto" risalente al Tardo Preclassico.[127]
- Il Monumento 70 è una scultura in stile locale che rappresenta una rana o un rospo.[113]
- Il Monumento 93 è una scultura grezza in stile olmeco, risalente al Preclassico Medio. Rappresenta un giaguaro antropomorfo con una testa umana, in posizione seduta.[116]
- Il Monumento 99 è una testa colossale in stile panciuto, datata al Tardo Preclassico.[128]
- Monumento 100, Monumento 107 e Monumento 109 sono piccole sculture panciute risalenti al Tardo Preclassico. Si trovano tutte vicine alla scalinata di accesso alla Gradonata 3 nel Gruppo Centrale.[129]
- Il Monumento 108 è un altare situato di fronte alla scalinata principale nella Gradonata 3.[104]
- Il Monumento 113 si trova all'esterno del nucleo del sito, a 5 km a sud del gruppo centrale, a 2 km a ovest di El Asintal. Venne intagliato e scolpito su un macigno di andesite, rappresentando un giaguaro steso sul lato sinistro. Gli occhi e la bocca sono aperti, e vi sono varie impronte di giaguaro rappresentate sul corpo dell'animale.[130]
- Il Monumento 126 è una grande roccia di basalto che porta bassorilievi di mani umane in dimensione naturale. Venne scoperto vicino a un piccolo corso d'acqua vicino al Gruppo Centrale.[95]

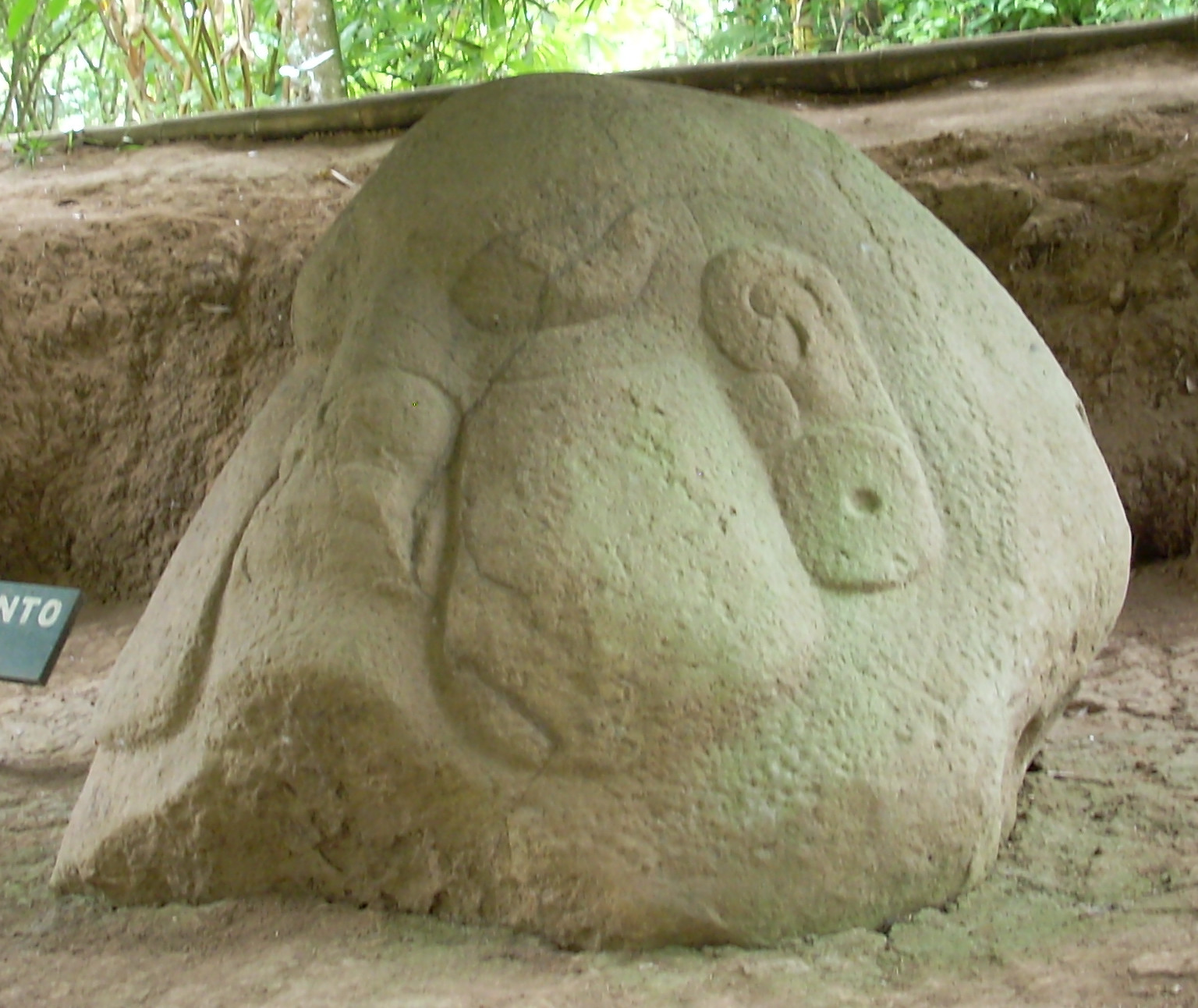
Monumento 99, una testa colossale in stile panciuto, risalente al Tardo Preclassico.

- Il Monumento 140 è una scultura del Tardo Preclassico che rappresenta un Rospo, situata nel Gruppo Ovest sulla Gradonata 6.[77]
- Il Monumento 141 è un altare rettangolare risalente al Tardo Preclassico. Si trova vicino al Gruppo Ovest sulla Gradonata 6.[77]
- I Monumenti 142, 143, 145, 146, 147, 148, 149 e 156 sono alcuni tra i 19 monumenti in pietra naturale che sono allineati vicino al corso d'acqua Nima, a circa 200 metri a ovest del Gruppo Ovest, all'interno delle piantagioni Buenos Aires e San Isidro. Sono massi in basalto e andesite con depressioni circolari.[131]
- Il Monumento 154 è un'altra grande roccia di basalto, che mostra due pitture rupestri rappresentanti facce di bambini. Si trova sul lato occidentale del corso d'acqua Nima, sulla piantagione Buenos Aires.[132]
- Il Monumento 157 è una grande roccia di andesite sul lato ovest del corso Nima, sulla piantagione di San Isidro. Porta delle pitture con una faccia, occhi e ciglia, naso e bocca.[132]
- Il Monumento 161 si trova all'interno del Gruppo Nord, sulla piantagione San Elías. È una roccia di basalto che protrude dal terreno, misura 1,18 metri in altezza e 1,14 metri in larghezza. Si trova nel burrone di Ixchaya. Su di essa si trova una faccia incisa sulla parte superiore della roccia che osserva verso l'alto. La faccia possiede guance prominenti, un mento evidente e una bocca leggermente aperta. Ha somiglianze con certe maschere di giada del periodo Classico Iniziale.[133]
- Il Monumento 163 risale al Tardo Preclassico. Venne ri-utilizzato per la costruzione di un canale di scolo per l'acqua del Tardo Classico a lato della Struttura 7. Rappresenta una figura in posizione seduta con in evidenza gli organi genitali maschili ed è danneggiata, mancando la testa e le spalle.[134]

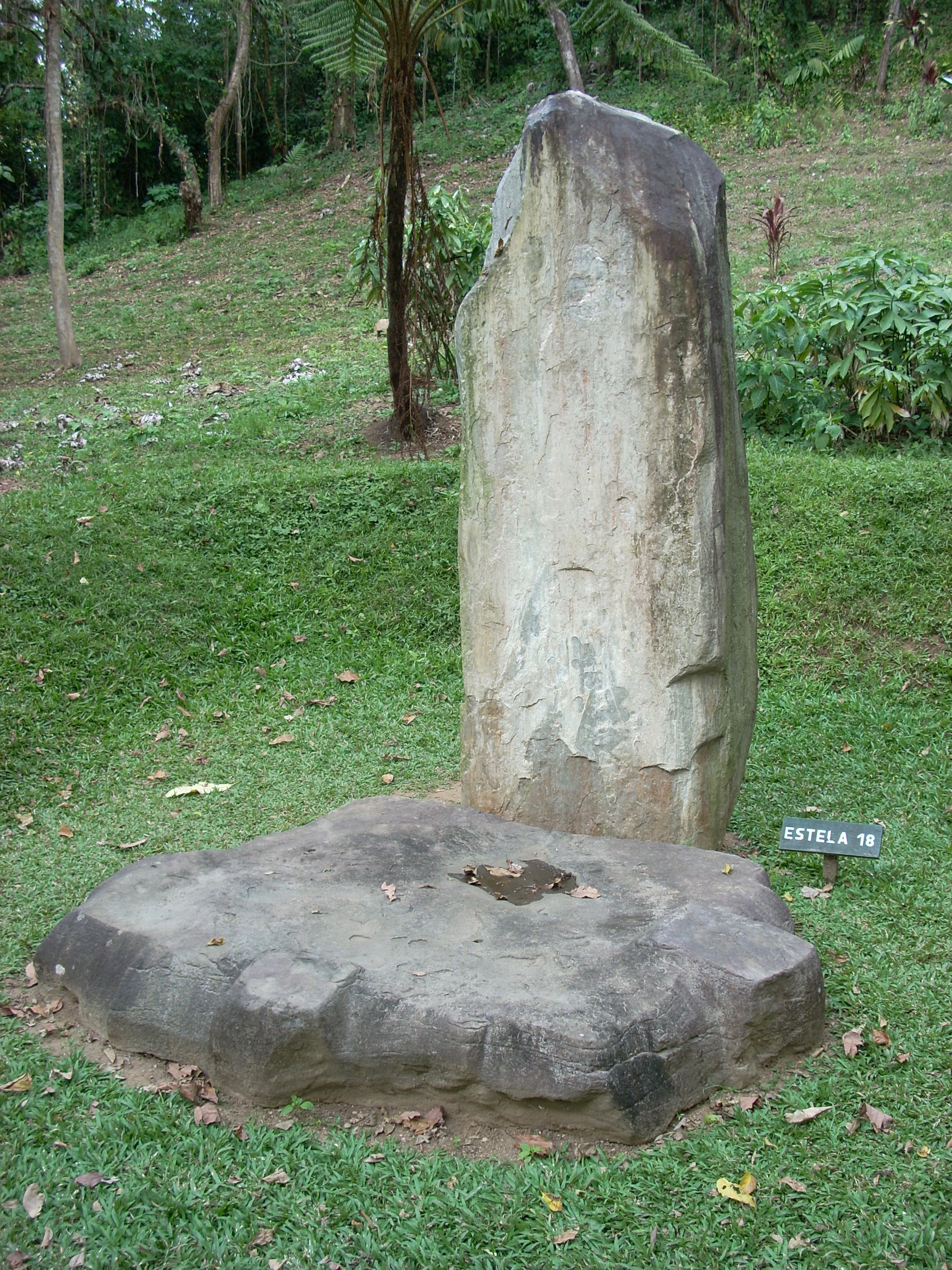
La Stele 18 e l'altare associato ad essa.

##### Stele
- La Stele 1 venne trovata vicino alla Stele 2 e spostata vicino alla casa dell'amministratore della piantagione San Isidro Piedra Parada. Misura 1,36 metri in altezza, 72 centimetri in larghezza, e 45 centimetri in spessore. Rappresentato su di essa c'è una figura in piedi che si affaccia verso sinistra, che porta uno scettro a forma di serpente con una maschera di dragone sull'estremità inferiore, e un felino si trova sopra il corpo del serpente. Lo stile, maya classico, è simile a quello della Stele 1 di El Baúl. Un testo geroglifico si trova a sinistra della faccia, abbastanza rovinato e completamente illeggibile. Questo monumento risale al Tardo Preclassico.[135]
- La Stele 2 è un monumento in stile maya classico con delle iscrizioni che rappresentano una data a conteggio lungo. A causa della cattiva conservazione, la data potrebbe avere tre possibili significati, uno dei quali farebbe risalire la stele al I secolo prima di Cristo.[85] A lato del testo vi sono due figure in piedi che si affacciano, rappresentando forse un governatore che passa i propri poteri al successore.[136] Sopra le due figure e il testo vi è una figura ornata di profilo, che guarda in basso.[137] La Stele 2 si trova di fronte al muro della Gradonata 5.[81]
- La Stele 3 è gravemente danneggiata, essendo stata rotta in tre pezzi. Venne trovata da qualche parte sulla piantagione San Isidro Piedra Parada anche se il luogo originale da cui proviene è sconosciuto. Venne trasferita in un museo a Città del Guatemala. La parte bassa della stele mostra due gambe rivolte verso sinistra sopra a una banda orizzontale divisa in tre sezioni, ognuna delle quali contiene un simbolo o glifo.[138]
- La Stele 4 venne scoperta nel 1969 e spostata vicino alla casa dell'amministratore della piantagione San Isidro Piedra Parada. Venne scolpita con lo stile simile a quello di Izapa e misura 1,37 metri in altezza.[139] La stele porta un disegno complesso che rappresenta un serpente che si alza verso il cielo dall'acqua che fuoriesce da due mostri della terra. Le mascelle del serpente sono spalancate verso il cielo e da esse emerge una faccia in stile maya. La stele risale al Tardo Preclassico.[140]

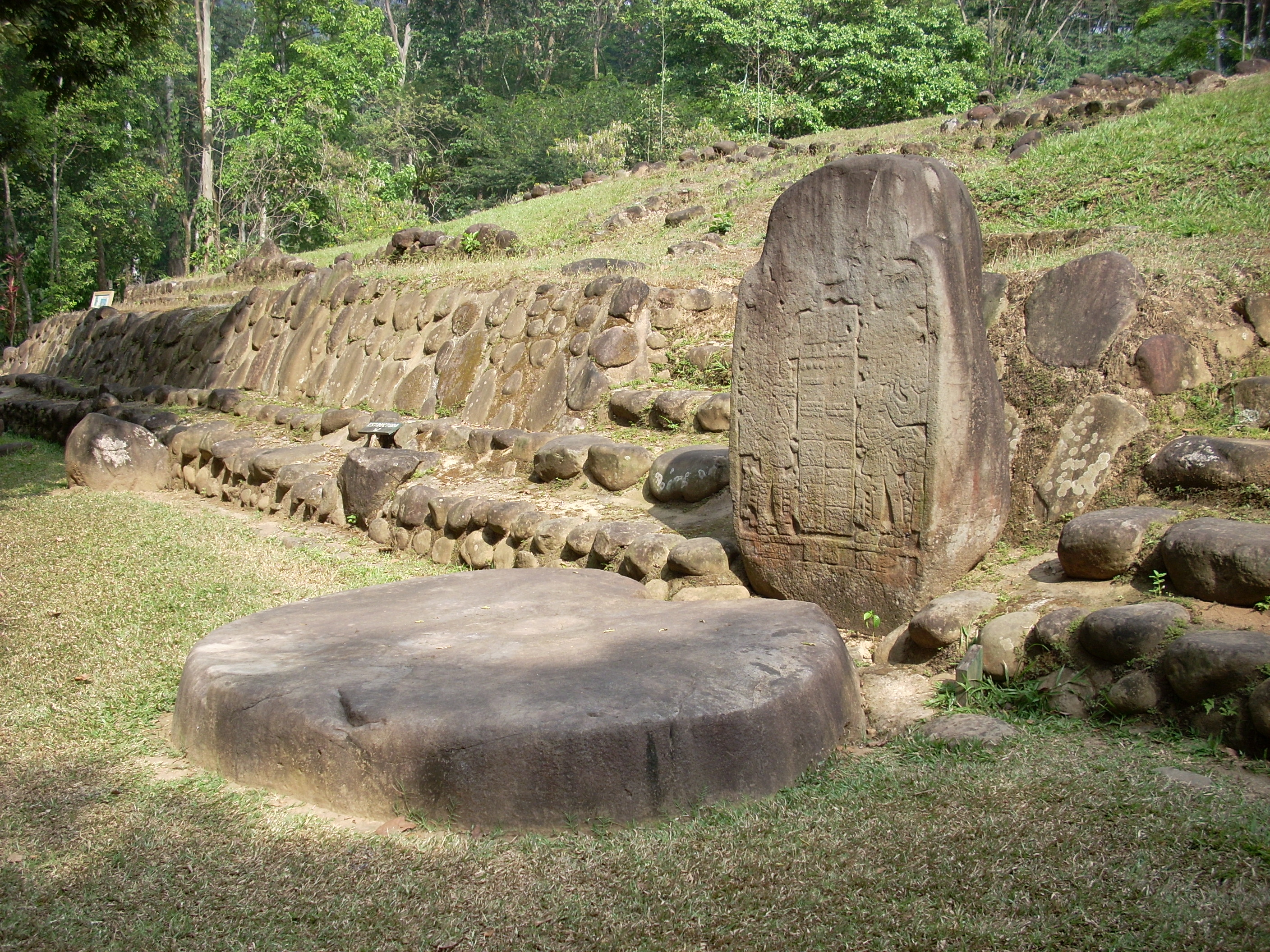
Stele 5 e Altare 8.

- La Stele 5 è abbastanza preservata e vi sono inscritte due date del calendario a conteggio lungo in mezzo a due figure che rappresentano dei governatori. Una delle date è equivalente al 126.[86] LA figura destrorsa tiene un serpente mentre quella mancina tiene ciò che sembra un giaguaro.[141] Questo monumento forse rappresenta un governatore che passa in eredità il proprio potere al suo successore.[136] Una piccola figura seduta si trova sui due lati della stele, con un'iscrizione in geroglifici erosa. Lo stile con cui è stata fatta è quello maya ed è simile ad altri monumenti trovati ad Izapa.[142]
- La Stele 12 si trova vicino alla Struttura 11. Venne spezzata in diverse parti e due di essi sono stati ritrovati. Il frammento maggiore viene dalla parte bassa del monumento e mostra le gambe e i piedi di una figura umana. I piedi sono sopra ad un pannello suddiviso in sezioni geometriche, ognuna delle quali contengono altri disegni. Di fronte alle gambe vi sono i resti di un glifo che sembra essere un numero in formato barra-e-punto.[75]
- La Stele 13 risale al Tardo Preclassico. È stata spezzata in due parti. Incisa in stile maya, rappresenta una testa di serpente stilizzata, molto simile a un monumento trovato a Kaminaljuyu.[140] La Stele 13 venne eretta alla base del lato sud della Struttura 7A. Alla base della stele sono stati trovati molti oggetti, tra cui 600 manufatti in ceramica, 33 lame di ossidiana prismatica, e altri oggetti. Le offerte e la stele risalgono al Tardo Preclassico, e sono associate alla tomba regale conosciuta come Sepolcro 1.[143]
- La Stele 14 si trova sul limite orientale della Gradonata 3 nel gruppo centrale. Scolpita nell'andesite, ha 27 depressioni a forma di coppa sulla sua superficie. È uno dei pochi monumenti ad avere queste caratteristiche ad essere stato trovato nel centro cerimoniale della città.[144]
- La Stele 29 è un monumento di liscia andesite, che si trova nell'angolo sud-est della Struttura 11 con sette scalini intagliati sulla porzione superiore.[144]
- La Stele 66 risale al Tardo Preclassico. Si trova nel gruppo ovest, sulla Gradonata 6.[77]
- La Stele 68 venne trovata nell'angolo sud-est del Monticello 61A, Gradonata 5. Questa stele venne rotta in due parti e i frammenti rimasti sembrano appartenere a due monumenti diversi. La stele, o steli, un tempo mostravano una scultura maya, in seguito intenzionalmente distrutta, lasciando solo pochi simboli.[145]
- La Stele 71 è un frammento scolpito in stile maya e riutilizzato nella costruzione di un canale di scolo dell'acqua presso la Struttura 7.[64]

### Sepolcro reale
Nel sito è stata trovata una tomba risalente al Tardo Preclassico, e si ritiene che sia il sepolcro di una persona regale. Questa tomba è stata chiamata sepolcro 1; venne trovata durante gli scavi presso la struttura 7A e venne inserita al centro di questa struttura del Preclassico Medio. Il sepolcro è associato anche alla Stele 13 e a una quantità di oggetti donati, oltre 600 artefatti in ceramica trovati alla base della struttura 7A. Queste ceramiche vennero costruite nel Tardo Preclassico. Nella tomba non sono stati trovati resti umani, ma a causa degli oggetti trovati si pensa comunque che questo sia un sepolcro. Tra i beni ritrovati nella tomba vi sono una collana di giada, due ornamenti per le orecchie ricoperti di cinabro, diversi specchi-mosaico fatti con pirite, uno dei quali formato da oltre 800 pezzi, una maschera mosaico fatta di giada, due lame di ossidiana prismatica, un pesce scolpito nella giada, diversi gioielli, braccialetti e ceramiche. Questi oggetti permettono di affermare che la tomba risalga al 100-200.